# 呂布カルマ
呂布カルマ（りょふカルマ、欧文：Ryoff Karma、1983年1月7日）は、日本のラッパー。評論家・タレント・俳優・ラジオパーソナリティとしても活動している。兵庫県西宮市出身、愛知県名古屋市在住。一男一女の父。

## 概要

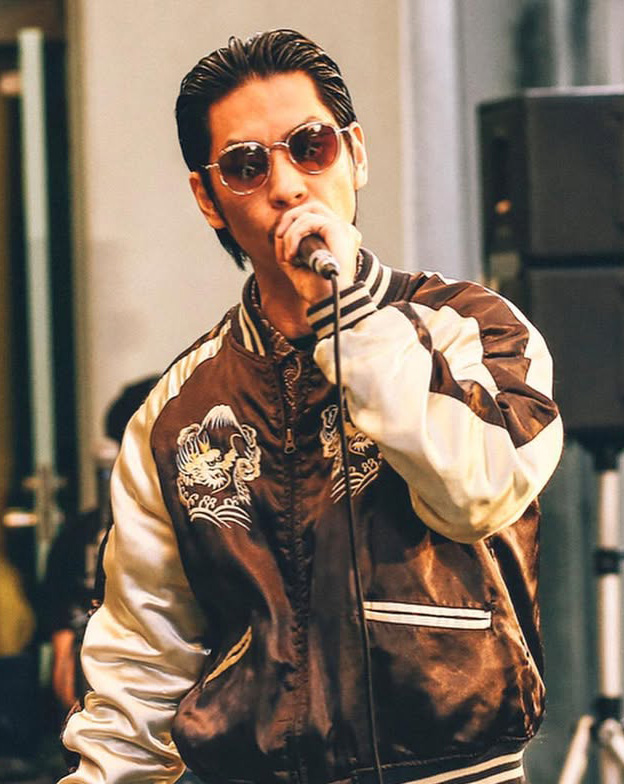
2021.4.3『笹フォークジャンボリー2021』にて(撮影：Jun Tsuneda@jvnphoto168)

MCバトルでの実績やメディア出演の多さから、地上波のテレビ番組・経済誌・出版社等から「日本を代表するラッパーの一人」として評価されている。特にMCバトルにおいては優勝回数の多さや、King of Kings（その年の全ての大会の優勝者が競う、真の日本一を決める大会）で二度優勝した実績から「最強のラッパー」と評価する声が多い。押韻やフローのみが重視されていたMCバトルに、対話の中身で勝負するスタンスを持ち込んだラッパーとしても知られる。

タレント・コメンテーターとしての人気も高く、2023年には156本のテレビ番組に出演し、ニホンモニターによる「2023ブレイクタレント」のランキングで8位に選出された。歌手とタレントの二刀流で活躍したやしきたかじんをリスペクトしており「ヤングたかじん」を名乗り、同名の楽曲もリリースしている。地元を拠点としながら全国区で活動する点も、やしきと共通している。

グラビアディガー（グラビア評論家）としても知られ、雑誌での連載やグラビアアイドルのプロデュースなど多くの実績を持つ。ディベート強者としても知られ、Abema TVの番組内でひろゆきに勝利し、同番組でひろゆきに次ぐ出演回数を誇っている。
名古屋芸術大学美術学部デザイン学科イラストレーションコースを卒業しており、在学中は漫画家を志望していた。漫画評論や漫画のCM（タイアップ）の実績も多く、画力の高さも複数のメディアで評価されている。

プラモデル・映画鑑賞・昆虫鑑賞なども趣味としており、これらの分野での評論やタイアップも多い。

## 経歴

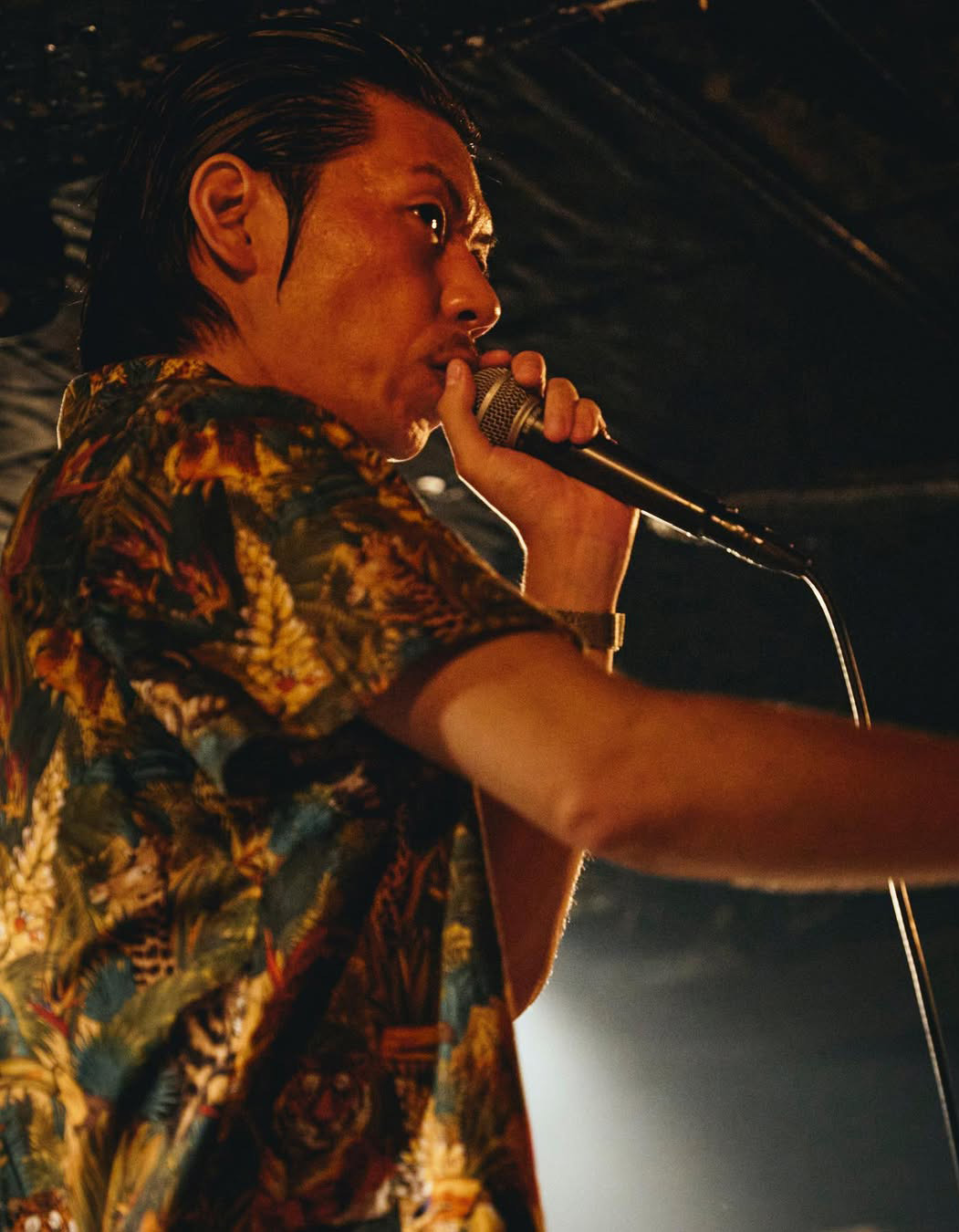
2023年8月5日・東高円寺二万電圧『死神紫郎×呂布カルマ 2マンライブ2023』にて（撮影：こいそ@koisoponchi）

### バトル関連

#### 初バトル
初めてMCバトルを知ったのは、映画『8 Mile』か『流派-R』で放送された『B-BOY PARK』のいずれかだったと語る。その時点で呂布は「バトルは自分とは関係ない」と思っていた。後に『ULTIMATE MC BATTLE』（以降、UMB）の名古屋予選が開催されるようになり、バトルを意識し始めたという。
最初に出場したバトルは、名古屋大学の学祭だった。当時、名古屋のフリースタイルシーン・バトルシーンを牽引していたのは、4人組のHIPHOPクルー『BB9』であり、呂布のライブを見たBB9のメンバーが「面白いじゃん」と呂布を名港サイファーに誘う。そのサイファーの中で「学祭でMCバトル開くらしいんだけど、どう？」と声をかけられ、参加を決めたという。
初バトルでの呂布は非常に気負っており、2週間前からメンタルを作り込んで臨んだ。「こう来たらこう返そう」「こういう韻を踏もう」など、後の呂布の100％アドリブのスタイルとは、正反対の準備をしていたという。結果は2回戦敗退で、仲のいい先輩に敗れたこともあり、その先輩のdisに対して「俺のことをそんなに悪く思っていたのか」と落ち込んだという。
バトルの準備をすると期間中は楽曲に集中できなくなることに気づき、3回目のバトルからは何も準備をせずに臨むようになった。結果、適度に脱力できるようになり「普通のMCバトルのスタイル」からも自然に脱却できたという。バトルを始めて半年程度でこのスタンスに気づき、勝てるようになった。

#### 地方予選期
2008年にはUMBの名古屋予選に出場。その時のバトルが大会のベストバウトに選出され、UMBの公式サイトで配信されたことで、呂布の名前が広がった。
2010年のUMB名古屋予選では、ベスト4まで進出。この大会では2回戦に勝った時点で「今日優勝するんじゃん？」と感じたという。結果、準決勝で3回の延長という激戦の末にYUKSTA-ILLに敗れた。しかし、この時のオーディエンスの反応には手応えを感じたと語る。

#### 本選出場期
2011年『B-BOY PARK冬の陣』で本選（全国大会）に初めて出場する。この時、愛知予選でDJ YUTAKAから「まあ、お前は東京行っても全然通用しないけどな！」と言われたと語る。その言葉通り、呂布は本選で「ガチガチに緊張」し、1回戦でMC松島に敗れた。
同年にはUMBでも本選に進む。しかし、その年に優勝した晋平太と1回戦で当たり、こちらも1回戦負けを喫した。2012年もUMB本選に進んだが、TKda黒ぶちに2回戦で敗れている。
この時期はHIPHOPシーン全体が低迷しており、本選に出るようになっても呂布の周囲に変化はなかったという。「ちっちゃい大会で優勝しても、その金で駐禁の罰金を払って終わり」だったと語る。当時ダースレイダーが参加費1万円で16人のMCを集め「賞金16万円」のバトルを開催したが、呂布はその金額の高さに驚愕し「16万なんて人間がダメになっちゃう」と感じたという。
この時期は『戦極MCBATTLE』など東京開催のバトルにも呼ばれるようになった。当時から呂布はライブと音源を中心に考えていたため、必ずライブとセットでオファーを受けていたという。

#### ブレイク期
2015年には『THE罵倒』『SPOTLIGHT』『口喧嘩祭』『戦極』と4つの主要大会で優勝。呂布のキャラクターやバトルスタイルも認知され始めた。この頃には「バトル直前まで二日酔いで倒れていても勝てる」ほど、自然体で試合に挑んでいたという。
同年9月には『フリースタイルダンジョン』の放送が始まり、東京を中心にラップバトルブームが起きていた。しかし、ダンジョンは名古屋エリアで視聴できなかったこともあり、呂布と周囲はブームを訝しんでいたという。また、ダンジョンは当初「若手MCにチャンスを与える番組」というコンセプトだったため、当時30代だった呂布は「自分には関係ない」と考えていた。ダンジョンからの出演オファーも、3回断ったと語る。
2016年の年末特番『Abema TV presents フリースタイルダンジョン！東西口迫歌合戦』は「お祭り企画なので年齢は関係ない」と考え出演した。結果、呂布が漢 a.k.a GAMIをクリティカル（審査員の全員一致による勝利）で破り、西チームが逆転するという劇的な展開となった。
この出演で呂布が全国的に注目され、その月のCDのオーダーがアルバムの発売月を上回ったという。「こんなに（音源が）売れるんなら」と、以後ダンジョンの出演に前向きになった。

## 生い立ち

### 幼少期・小学生時代
生まれは兵庫県西宮市。小学校時代を大阪府東淀川区で過ごした。幼少期は言葉を覚えるのが極めて早く、学校に通う前から様々な物事に対する理解も早かったため、親や親戚からは天才だと思われていたという。
しかし、いざ学校に通い始めると勉強が全くできず、授業は漫画を描く時間になっており、（呂布の母によれば）授業参観ではずっと口を開けて天井を見ていたという。呂布の母はその呂布の様子を見てパニックになったと語る。問題児であったため教卓の横に机をつけられ、ずっと監視されていた。
授業中に描いていた漫画はグロテスクなものが多く、教師が問題視し呂布の母を呼び出したことがあった。「息子さんが残酷表現を描いている」と指摘する教師に対して、呂布の母は「うちのコが描いている作品には、意味のない残酷表現があるわけじゃない」と反論し、以後教師からの批判はなかったという。
呂布の世代は酒鬼薔薇聖斗が登場するなど、少年犯罪が問題視された世代であり、教師も暴力描写に過剰に反応していた。「あたしは自分の生徒から犯罪者を出したくないのよー」と、泣きながら頬を叩かれたこともあるという。そのような風潮でも、呂布の父親が芸大出身だったこともあり、両親の理解があったと語る。
幼少期は毎日のようにテレビでやしきたかじんを見ていた。中学時代に名古屋に引っ越してから、全国区で活躍するたかじんが、地元に根ざした活動をしていたことを知る。
また、大阪の東淀川区では当時、家に風呂がなく銭湯通いの友人も少なくなかった。しかし、名古屋ではそのような同級生がおらず「大阪より名古屋の方が裕福な人が多いな」と感じたという。「風呂って家に当たり前にあるんだな」と名古屋に来てから知ったと語る。

#### 漫画との出会い
呂布の小学生時代には『週刊少年ジャンプ』で『封神演義』『幽☆遊☆白書』『るろうに剣心』などがヒットし、細身の主人公が主流になった。当時から筋肉至上主義者だった呂布は、この流れでジャンプ系を早々に読まなくなったという。
代わりに愛読したのは、小学6年時にたまたま銭湯で読んで衝撃を受けた『少年チャンピオン』だった。ジャンプ・マガジン・サンデーにないアングラ感や、筋肉隆々のキャラクターが活躍する『グラップラー刃牙』『覚悟のススメ』などの作品を愛読したという。難しいセリフは「お母さんに聞きながら読んだ」と語る。
当時、チャンピオンを愛読する小学生はほとんどいなかった。そのため、呂布は同級生がジャンプを読んでいる中に「おもろいのあるでー」とチャンピオンを持ち込んでいた。同級生らは「筋肉すげぇー！」などと面白がり、呂布は面白い漫画を流行らせるインフルエンサーのような立場になっていたという。

### 中学・高校時代
中学生になった頃名古屋市に引っ越し名古屋市立牧の池中学校に入学した。高校は中部大学第一高等学校を卒業している。
中高時代は勉強もできずスポーツも苦手、提出物もどうすべきか分からず女子にもモテないという「かなりの落ちこぼれ」だったという。一方で「勉強ができるようになりたい」「スポーツが上手くなりたい」と願うこともなかった。恋愛することのイメージも湧かなかったため、モテないことも苦にはならなかったと語る。
「自分はなぜ普通の人ができることができないんだろう」というコンプレックスや違和感も抱えていた。しかし、絵も漫画も学年の中では「ぶっちぎりで」上手く「これは誰にも負けない」という自信があった。そのため、他のことができなくても根本的なコンプレックスは感じなかったという。
数学や英語のテストは、0点を3回程度取った段階で何も感じなくなり「こういう克服の仕方があるんだ」と気づいた。テストは毎回「0点を取りに行く」気持ちで臨んでいたため、0点を取ることも怖くなかったと語る。
ある時のテストでは答案用紙に名前だけを描き、裏側に「めちゃくちゃ勃起した男性器」を「ドでかく写実的に描いて」提出したという。点数は当然0点で、返ってきた答案には絵を塗りつぶすほどの大きなバツが打たれ、さらに「減点です」と書かれていた。計算上はマイナス点となり「あの高校で試験の点数でマイナスを取ったのは僕だけであろう」と振り返っている。
高校の美術部では部長も務めていた。当初は十数名の男子部員がいたが、後に呂布と1名を残し、男子は全員「漫画研究部」を立ち上げ、転部したという。その漫研では部室に美少女アニメのポスターが貼られ、部員はそれらのアニメを模写していた。呂布は個人的にその路線を受け入れられず「こいつらには絶対負けない」と考えたと語る。

### 大学時代
2002年、 名古屋芸術大学美術学部デザイン学科イラストレーションコースに入学。大学4回生の時、デモテープを制作ダースレイダーに送付する。「ライブをやったほうがいい」とのアドバイスを受けた。卒業後は漫画家になるつもりでフリーターになった。この頃からクラブに通うようになり、ライブのラップを聞いた際に、上手い者もいるが、それより下手な者が多くいることを知り「こんなんでいいんだ」「これだったら俺もやっていいんじゃないか」と自身もライブ活動を始めた。
在学中には『BOUZU』というタイトルの漫画を描き、『週刊ヤングジャンプ』の新人賞に応募した。ストーリーは「坊主にしたくない野球部の不良と、同じく坊主にしたくないヤクザのチンピラが最終的に自衛隊に入隊して坊主になる」という内容だったという。編集部からの連絡はなく「厳しい世界だ」と感じたと語る。
大学時代には初めての彼女ができた。告白してOKされた時にはパニックになり、地下鉄に飛び乗って帰ってしまい、車内で「あれ、俺なんで帰ってんの？」と気づいたという。

### フリーター時代
芸大はストレートで卒業したが、就職活動は一切せずそのままフリーターになった。芸大時代の恩師による「すぐ絵で生活することはできない。バイトや女性のヒモでもやりながら、30歳程度で仕事になり始めたらラッキーと考えるべき」という旨の言葉を真に受けたという。
当初は居酒屋とカラオケ屋のアルバイトを掛け持ちしていた。カラオケ屋は地上5階建ての大型店だったが、すぐに夜間の副支配人になり、新卒と変わらない程度のバイト代をもらう程になったという。バイトは楽しく順調だったが、スタッフのシフトを組む立場でありながら、最も人手が必要な土日にライブで休むことが多く、この件で支配人と衝突し、2年程度でクビになったと語る。
次は平日の昼間に働こうと考え、クリーニング会社の配送員の面接を受け合格したところ、害虫駆除部門に配属された。社員1名・バイト1名（呂布）の体制で、一人での移動や作業も多く意外に楽だったという。平日朝から夕方定時まで働いており、収入も安定していたと語る。5年ほど勤めたが、社用車を運転中に小さな追突事故を起こしてしまい、それまでの細かい違反も重なり長期の免停処分を受け、クビになったという。

### 正社員時代
29歳から33歳までは正社員として2社で勤務した。
1社目の仕事は、病院に薬を納品する配送業だった。注文書を見て倉庫から薬を選び、時間通りに配送する業務だったという。似たような薬が大量に並んでおり「しっかり何回も確認しろ」と言われていたものの、呂布は何回確認しても漏れがあった。「歯抜けのオッサンとかができること」が全然できず「自分は決められたことをこなすのは本当にダメなんだ」と実感したという
。この仕事はやがてクビになった
。
2社目の仕事は、個別指導塾の教室長だった。進路指導や入塾生の面接を行う塾の営業職・マネジメント職を担当したという。「どうすれば生徒の成績が上がるか、他の塾より生徒が増えるか」などの内容を、データを分析して行動に移す業務には、やりがいを感じていた。人と接することが得意で子どもの相手も苦手でなかったため、週5～6日フルタイムで働いていたが苦ではなかったという
。
塾では1年勤務したが、別の教室への異動が決まったことと、その時点でラップでの収入が会社での給与を上回っていたことで、退職を決めた。「もし異動がなかったら、もう少し長く働いていたかもしれない」と語っている。
ラップをしていることは塾の生徒や同僚には伝えておらず「みんな真面目」であったため、気づかれることもなかった。退職の1週間前に姉妹の生徒に「前から音楽をやっていて、これからは音楽を仕事にしていく」という旨を告げた。姉妹からは後日「先生をいつかテレビで見るのを楽しみにしてるね」という内容の手紙をもらったという。呂布はその後すぐにブレイクし『タモリ倶楽部』の「セクシー水着ざんまい」などの企画に出演したため「『先生スケベじゃん』と、すげーがっかりされるだろうな」と感じたという
。
1社目をクビになった後は、不動産の営業職に就くことを考え、業務の一日体験も受けた。この時は3人の社員から「呂布カルマさんですよね？」と気づかれたという。
正社員の業務とラップを両立させる生活は忙しかったが、モチベーションは高かったと語る。少しの空き時間を見つけて集中してリリックを書くなど、常に頭が回っている状態だったという。逆に全部の時間をラップやアーティスト活動に費やせるプロ転向後の方が「ダラっとしてしまっている」部分もあると語る。
正社員時代を振り返り、呂布は「サラリーマンがどれだけハードな仕事をしているかを身に沁みて感じることができたのはいい経験だった」という。「自尊心を踏みにじられることも多いし、割に合わないこともたくさんある」「それを生活の糧にしている人はリスペクトに値する」と語っている。

## 人物

2023年8月25日、愛知県の交通安全イベントに参加する呂布カルマ。

### 名前の由来（別名含む）
ステージネームの由来は漫画『蒼天航路』のキャラクター呂布。カルマの部分は語感で決め、初期は「中二病っぽくて恥ずかしい」と考えていたが、現在では良い名前だと感じているという。
「ヤングたかじん」の由来は「音楽家＋テレビタレント」としての呂布の目標であるやしきたかじん。歌手でありながらお笑い芸人顔負けの話術でMCもこなし、大阪の夜の街に根差して不良性もたたえたその姿勢を、現在の自身とも重なる理想の形としている。

### 外見・ファッション
「派手な柄シャツ・オールバック・サングラス」の3点がトレードマークで、メディアでも「昭和のヤクザ映画に出てくるチンピラのような風貌」と評されている。ACが公式サイトで「強面の人気ラッパー」と紹介し、新聞や経済誌なども「強面」の語を用いるなど「呂布＝強面」というイメージは広く定着している。
『ワイドナショー』への初出演の際には、松本人志から「すごいパチプロ感がある」と評された。角度の鋭い眉毛は天然だという。湯山玲子は（活動自体も含め）「ダンディズムもある」と評している。
元々呂布の父親が柄シャツを愛用しており、その影響で呂布も高校時代から柄シャツを愛用するようになったという。大学時代には完全に柄シャツのみ着用しており、髪型は長髪のパーマヘアだった。卒業を控えて髪を黒の短髪にしたところ、柄シャツが似合わなくなり、似合う髪型を模索した結果、現在のリーゼントに落ち着いた。なお、ファンの間では体格は身長177cm、体重62kg程度とされている。
『BreakingDown』で"最強喧嘩師"の異名を持つ村田将一が若い頃の自身の写真を公開した際には「呂布カルマに似てる」とSNS上で話題を集め、メディアにも注目された。

### 例の木
2019年〜2020年にかけて、バトルも含めたステージ上で常に「例の木」と呼ばれる木を持ち歩いていた。呂布が鶴舞公園で花見をしていた際に拾ったもので、酔っていた呂布は木片を発見し「この木を半年間、肌身離さず持ち続ける」と宣言した。丁寧にSNSで言質まで残したが、翌日本人は全く覚えていなかったという。
その後、呂布不在で木のみでテレビ出演を果たす、ヤンマガWebの連載『グラビアディガー』に木のみで登場する、2020年の『凱旋MCBattle』の決勝で繰り出された「魔法陣」の鍵となるなど、呂布の活動の重要な場面で度々登場。地上波ドキュメンタリー『カルマの木』(テレビ東京）の題材になるなど、メディアからの注目も集めた。

当初は宣言通り半年でやめる予定だったが、愛着が湧いてしまったため持ち続け、コロナ禍でライブがなくなったことで、手放すことができた。2022年9月には、例の木をNFT化した10種類のコレクションが販売開始から5分で完売し、11月に第2弾がリリースされた。

### 趣味
以前からガンプラ作りを趣味としており、ストレス発散として発作的にガンプラを組む癖があったという。2024年1月にプラモデルと世界をつなぐアイドル・LINKL PLANET（リンクルプラネット）と共演して以来、その趣味がさらに加速しているという。LINKL PLANETの『HYPERコラボ塾』第2回では塗装を教わり、メンバーが呂布の柄シャツをデザインしたオリジナルのズゴックをプレゼントされた。
バンダイによるプラモフェス『HYPER PLAMO Fes. 2024』にも、LINKL PLANETと共に出演。プラモ愛好家がプラモの魅力を語る対談バラエティである、テレビ東京『プラモnoハナシ』でも、田中要次と対談している。呂布がSNSにアップした完成品がメディアに取り上げられたこともある。

### 家族
妻は漫画家で、学生時代にすでにプロの少女漫画家だった。付き合ったのは大学4年時だが、2年時から同じクラスだったという。
付き合い始めた当初「とにかく僕は評判が悪かった」ため、妻は呂布と付き合っていることを隠していたと語る。呂布のフリーター時代には「当時バリバリやってた漫画家の嫁さんに頼ってた部分」があるという。
妻の手伝いは一度だけしたが「ひたすら消しゴムかけたりとかベタ塗ったりとか、退屈すぎて」向いていないと実感したと語る。

### その他
コスプレイヤーのかれしちゃんが、呂布と同じ名古屋芸大の出身であることをメディアに明かしている。
TBS系「ドーナツトーク」で、口喧嘩に弱いという鷲見玲奈にコツを尋ねられた際には「口喧嘩にならないように上手にする」とアドバイスした。
2024年時点で「10年以上運動らしい運動をしていない」という。『くりぃむナンタラ』の「ミニスカート陸上」に出演した際、自身の運動不足を実感し危機感を覚えたと語る。

## シングル
※楽曲は全て網羅できていない可能性がある。
| 形態         | 内容                                                           | 枚数 | 最新リリース日 |
| ------------ | -------------------------------------------------------------- | ---- | -------------- |
| ソロ         | 本人名のみでリリース（共作者がDJ・プロデューサーの作品も含む） | 11   | 2025/02/11     |
| 共作         | 「呂布カルマ＆○○○」「○○◯×呂布カルマ」などの作品                | 11   | 2024/03/29     |
| 客演（単独） | 「feat.呂布カルマ」の作品                                      | 12   | 2025/03/27     |
| 客演（共同） | 「feat.呂布カルマ、○○◯…」の作品                                | 19   | 2024/12/19     |
| 合計         | ―                                                              | 46   | 2025/03/20     |

### ソロ（共作者がDJ・プロデューサーの作品も含む）
| 枚数 | 発売日     | タイトル                                            |
| ---- | ---------- | --------------------------------------------------- |
| 11   | 2025/02/11 | World is Yours（呂布カルマ＆DJ Whitesmith）         |
| 10   | 2024/10/17 | δ(デルタ) Prod.by 荘子it,MONJOE Presented by YANMAR |
| 9    | 2024/06/01 | Aligator（呂布カルマ＆DJ 雪成）                     |
| 8    | 2023/11/09 | Forever Fresh Ecstasy Moment                        |
| 7    | 2023/04/20 | 不惑                                                |
| 6    | 2022/05/14 | Lucky Boy, Lucky Girl                               |
| 5    | 2020/06/20 | 烏天狗                                              |
| 4    | 2020/01/07 | NEW VALUE                                           |
| 3    | 2019/08/27 | 真っ青                                              |
| 2    | 2019/04/13 | SAMSAVANNA                                          |
| 1    | 2018/12/30 | 眉唾                                                |

### 共作
※名義が「呂布カルマ＆○○○」「○○◯×呂布カルマ」などの作品（※共作者がDJ・プロデューサーの場合はソロとして分類）
| 枚数 | 発売日     | タイトル                                     | 共同制作者                |
| ---- | ---------- | -------------------------------------------- | ------------------------- |
| 11   | 2024/03/29 | 統海 (feat. KANDAI, 歩歩 & CIMA)             | 泰斗 a.k.a. 裂固、楓      |
| 10   | 2023/12/25 | SKP                                          | Madkosmos                 |
| 9    | 2023/08/25 | Fantasista                                   | CORTOON+Yellock           |
| 8    | 2023/08/11 | SASUKE                                       | 晋平太                    |
| 7    | 2023/03/16 | FREESTYLE CAVE                               | 十影                      |
| 6    | 2022/04/27 | Butterfly RL                                 | MIDICRONICA               |
| 5    | 2019/05/15 | 10年早い                                     | DJ 雪成                   |
| 4    | 2018/10/01 | Still Image Love                             | ZIPSIES                   |
| 3    | 2016/12/25 | Calm Down                                    | DJ Whitesmith             |
| 2    | 2016/09/10 | 生まれては死んでいく赤道直下の赤ん坊みたいに | a.k.a 2g                  |
| 1    | 2016/03/02 | BACKBORN                                     | NAIKA MC、MC CARDZ、RITTO |

### 客演（単独）
※名義が「feat.呂布カルマ」の作品
| 枚数 | 発売日     | アーティスト   | タイトル                   |
| ---- | ---------- | -------------- | -------------------------- |
| 12   | 2025/03/27 | Bimi           | 無敵                       |
| 11   | 2025/03/20 | OWG            | GOLDEN GRAMPUS             |
| 10   | 2024/12/14 | もにゅそで     | チャレンジャー             |
| 9    | 2024/06/20 | LINKL PLANET   | on the earth               |
| 8    | 2022/07/29 | DJ Whitesmith] | Salamander                 |
| 7    | 2022/06/24 | Dr.マキダシ    | ブラックジョークでよろしく |
| 6    | 2021/12/23 | DOTAMA         | 反吐                       |
| 5    | 2020/10/28 | KO-ney         | 高二 (一留)                |
| 4    | 2020/04/15 | DJ Whitesmith  | Karmic Overdose            |
| 3    | 2016/09/14 | SOCKS          | All下衆Out                 |
| 2    | 2016/07/27 | MACKA-CHIN     | ODD RARE HALL              |
| 1    | 2016/06/24 | 6EYES          | BANG BANG                  |

### 客演（共同）
※名義が「feat.呂布カルマ、○○◯…」の作品
| 枚数 | 発売日     | アーティスト                        | タイトル                                | 呂布以外の客演アーティスト                                                   |
| ---- | ---------- | ----------------------------------- | --------------------------------------- | ---------------------------------------------------------------------------- |
| 13   | 2024/12/18 | B.O.C（SAM & DJ KOO）               | NARIYAMA NIGHT(DJ KOO w/z Bapjap Remix) | Ry-lax、DJ CHARI & 小室哲哉                                                  |
| 12   | 2024/10/21 | ANTY the KUNOICHI                   | KATAMIWAKE                              | Ace the Chosen onE, ヤス一番?, 真風, K.O., LOKU, TOKONA-X, KEISHI & "E"qual) |
| 11   | 2024/10/15 | Ace the Chosen onE & スギウラダーブ | KATAMIWAKE                              | "E"qual                                                                      |
| 10   | 2024/8/30  | B.O.C（SAM & DJ KOO）               | NARIYAMA NIGHT                          | Ry-lax、DJ CHARI & 小室哲哉                                                  |
| 9    | 2023/01/01 | Young Yujiro                        | Mission Impossible                      | rirugiliyangugili                                                            |
| 8    | 2021/02/05 | BAKU & DJ YOUHEI                    | BACKBONE 2021 REMIX EP                  | NAIKA MC, MC Cardz, & RITTO                                                  |
| 7    | 2019/01/30 | SIMON JAP                           | ラップでファック (Remix)                | FORK                                                                         |
| 6    | 2018/03/19 | "E"qual & DJ RYOW                   | モクメのGRIP REMIX                      | 般若                                                                         |
| 5    | 2017/08/02 | 餓鬼レンジャー                      | 超越                                    | TWIGY                                                                        |
| 4    | 2017/06/27 | 上祐史浩                            | クサリノワ                              | 炎上BOYZ (漢 a.k.a. GAMI, D.O)                                               |
| 3    | 2017/04/12 | 平石佳啓                            | 時雨の記                                | 鬼,HIDADDY,MOL53                                                             |
| 2    | 2016/03/01 | DJ BAKU & DJ YO-HE￥                | BACKBONE                                | NAIKA MC, MC CARDZ & RITTO                                                   |
| 1    | 2015/10/15 | 空也MC                              | 一匹狼の群れ                            | HAIIRO DE ROSSI                                                              |

## アルバム
※楽曲は全て網羅できていない可能性がある。
| 形態             | 内容                               | 枚数            | 曲数 | 最新リリース日 |
| ---------------- | ---------------------------------- | --------------- | ---- | -------------- |
| ソロ             | 本人名のみでリリース               | 7（※1作は共作） | 93   | 2021/06/23     |
| 参加（単独）     | コンピレーション盤などに単独で参加 | 2               | 2    | 2018/09/12     |
| 参加（客演単独） | 「feat.呂布カルマ」で参加          | 23              | 24   | 2025/03/27     |
| 参加（客演共同） | 「feat.呂布カルマ、○○◯…」の作品    | 17              | 19   | 2023/12/09     |

### ソロ
※「p1a.k.a. 2g」と共作

### 参加作品（単独）
※コンピレーションアルバム等で、呂布単独で参加している楽曲
| 枚数 | 発売日     | アーティスト    | アルバム名                                                 | 曲名                |
| ---- | ---------- | --------------- | ---------------------------------------------------------- | ------------------- |
| 3    | 2018/09/12 | Various Artists | RCSLUM RECORDINGS PRESENTS THE METHOD 2 / KINGDOM COLLAPSE | ASS HOLE (Prod. 侍) |
| 2    | 2016/9/28  | Various Artists | I LOVE MC BATTLE                                           | 俺の勝手            |
| 1    | 2006/09/14 | Various Artists | 月刊RAP 第2号                                              | BIOLLANTE           |

### 参加作品（客演単独）
※呂布が単独で参加し「feat.呂布カルマ」の形でクレジットされている作品
| 枚数 | 発売日     | アーティスト                  | アルバム名                           | 曲名                       |
| ---- | ---------- | ----------------------------- | ------------------------------------ | -------------------------- |
| 24   | 2025/06/01 | 朱歌＆Dj Whitesmith           | 通り雨                               | Emotions2                  |
| 23   | 2025/04/09 | Bimi                          | R                                    | 無敵 ※3/26先行配信         |
| 22   | 2025/02/28 | 朱歌&YOSHIRO                  | Emotions2                            | 装填                       |
| 21   | 2023/07/14 | ANABANTFULLS                  | 新しい国                             | グレ                       |
| 20   | 2022/06/24 | Dr.マキダシ                   | DOCTOR in da HOUSE 1000              | ブラックジョークでよろしく |
| 19   | 2021/04/16 | k.h.a.o.s                     | 年齢分の一年                         | 砂の蓄積                   |
| 18   | 2020/04/08 | うみのて                      | MUTEKI e.p.                          | MUTEKIの歌                 |
| 17   | 2018/08/15 | ZIPSITES                      | FINALIZE vol,3 performed by ZIPSITES | Still Image Love           |
| 16   | 2018/05/09 | 笹口騒音&ニューオリンピックス | 2020                                 | NO!                        |
| 15   | 2018/02/07 | 呼煙魔                        | TASK FORCE                           | シヌシヌイク               |
| 14   | 2017/08/09 | BASE                          | MADNASPAIN                           | Catch As Catch Can         |
| 13   | 2017/06/07 | DJ KRUSH                      | 軌跡                                 | MONOLITH                   |
| 12   | 2017/05/24 | 平石佳啓                      | 時雨の記                             | 死神の精度                 |
| 11   | 2017/03/22 | SOCKS                         | JAPANESE THAN PARADISE               | ALL下衆OUT                 |
| 10   | 2017/02/22 | Y-クルーズ・エンヤ            | Moody Night Cruise                   | のみこむ                   |
| 9    | 2016/10/05 | MACKA-CHIN                    | マリリン カフェ ブルー               | ODD RARE HALL              |
| 8    | 2016/07/20 | 王様ハろばノ耳                | 発覚                                 | 時代が笑ってる             |
| 7    | 2016/07/20 | 6eyes                         | TABLE                                | BANG BANG                  |
| 6    | 2016/05/25 | Reight-One                    | ReightOne The Crow                   | Terrorist                  |
| 5    | 2013/06/14 | Y-クルーズ・エンヤ            | しらくべくリゾート                   | 笑ってる場合ですよ         |
| 4    | 2012/10/12 | SHINPEITA presents M.B.A      | mic battle association               | TENJIKU                    |
| 3    | 2012/6/20  | BASE                          | TRIBALISM                            | 賞味Skill                  |
| 2    | 2011/1/19  | BASE                          | 子守唄RAP                            | 子守唄                     |
| 1    | 2009/3/4   | SEEDA & DJ ISSO               | CONCRETE GREEN 10                    | 鶴光STYLE                  |

### 参加作品（客演共同）
※呂布以外のアーティストも参加し「feat.呂布カルマ、○○◯…」の形でクレジットされている作品
| 枚数 | 発売日     | アーティスト                            | アルバム名                                     | 曲名                               | 呂布以外の客演（同曲内）                  |
| ---- | ---------- | --------------------------------------- | ---------------------------------------------- | ---------------------------------- | ----------------------------------------- |
| 17   | 2023/12/09 | ダースレイダー                          | ラップの鉄人                                   | 混沌 Is Coming                     | DJ Kaiharu. Bro                           |
| 16   | 2023/02/08 | Young Yujiro                            | WOLF!!                                         | Mission Impossible                 | rirugiliyangugili                         |
| 15   | 2019/10/30 | フリースタイルダンジョン2代目モンスター | フリースタイルダンジョン 2代目 THE EP          | カクレンボ                         | 崇勲（Produced by浦島太郎）               |
| 15   | 2019/10/30 | フリースタイルダンジョン2代目モンスター | フリースタイルダンジョン 2代目 THE EP          | NEO INNER MUSCLE                   | 崇勲、FORK（Produced byDJ BAKU）          |
| 15   | 2019/10/30 | フリースタイルダンジョン2代目モンスター | フリースタイルダンジョン 2代目 THE EP          | TRIPLEREACH                        | 輪入道、裂固（Produced by DJ Whitesmith） |
| 14   | 2019/02/16 | DJ RYOW                                 | 20TH ANNIV.MIX TAPE                            | モクメのGRIP (REMIX)               | 般若                                      |
| 13   | 2018/07/25 | D.O                                     | 悪党 THE MIX - Mixed by DJ BAKU                | クサリノワ                         | 漢 a.k.a. GAMI, D.O                       |
| 12   | 2018/06/06 | 般若                                    | 般若万歳 II                                    | モクメのGRIP (REMIX)               | 般若                                      |
| 11   | 2018/03/21 | DJ RYOW                                 | NEW × CLASSIC                                  | モクメのGRIP (REMIX）              | 般若                                      |
| 10   | 2018/01/24 | 漢 a.k.a. GAMI                          | ON THE WAY -Mixed by DJ GATTEM                 | クサリノワ                         | 炎上BOYZ(漢 a.k.a. GAMI, D.O)             |
| 9    | 2017/08/02 | 餓鬼レンジャー                          | キンキーキッズ                                 | 超越                               | TWIGY                                     |
| 8    | 2016/04/20 | STUTS                                   | Pushin'                                        | Called Game                        | K.Lee                                     |
| 7    | 2016/02/06 | 晋平太                                  | 晋平太                                         | NJ―ナゾノジシン―                   | MR Q from RAPPAGARIYA                     |
| 6    | 2014/11/26 | K.Lee                                   | DEFTOPIA                                       | La Vie en dope                     | B-eat                                     |
| 5    | 2014/1/30  | JET CITY PEOPLE                         | JET CITY PEOPLE presents Fat Bob's ORDER vol.3 | SEX,DRUG,SKILL,HIP-HOP             | CAMPANELLA,ばんり,NERO                    |
| 5    | 2014/1/30  | JET CITY PEOPLE                         | JET CITY PEOPLE presents Fat Bob's ORDER vol.3 | HIMOKIRI                           | ばんり                                    |
| 5    | 2014/1/30  | JET CITY PEOPLE                         | JET CITY PEOPLE presents Fat Bob's ORDER vol.3 | BLACK HOT SET                      | ばんり,ZOO                                |
| 5    | 2014/1/30  | JET CITY PEOPLE                         | JET CITY PEOPLE presents Fat Bob's ORDER vol.3 | COCKROACH SHOOTER People to People | Lucy normal person,TOSHI蝮                |
| 4    | 2013/9/13  | SHINPEITA presents M.B.A                | Mic Battle Association? vol.2                  | SEX,DRUG,SKILL,HIP-HOP             | CAMPANELLA,ばんり,NERO                    |
| 3    | 2013/2/22  | ROO-TIGER                               | 真田虫非行ツアー                               | ブス5000                           | ポチョムキン、Campanella                  |
| 2    | 2011/5/18  | JUNK & Y.S.S                            | Morals Harassment                              | Chef's Menu Bxxxx                  | 10C                                       |
| 1    | 2009/5/27  | DMR                                     | Best of Da.Me.Tunes -DMR GREATS!!!-            | Hotline                            | ガッツキマン、IIGO                        |

## ミュージックビデオ・DVD
最新のリリースは2025年7月24日。
| 年度       | 本数 |
| ---------- | ---- |
| 合計       | 67本 |
| 2025年     | 4本  |
| 2024年     | 8本  |
| 2023年     | 12本 |
| 2022年     | 8本  |
| 2021年     | 5本  |
| 2020年     | 5本  |
| 2016～19年 | 14本 |
| 2010～15年 | 12本 |

### 2025年
| 枚数 | 公開日     | 曲名                                                       |
| ---- | ---------- | ---------------------------------------------------------- |
| 4    | 2025/08/13 | 通り雨 feat 呂布カルマ - 朱歌 & DJ Whitesmith 動画         |
| 3    | 2025/07/04 | ヤンマー『δ』×TVアニメ『未ル わたしのみらい』コラボMV 動画 |
| 2    | 2025/06/04 | 無敵 feat.呂布カルマ／Bimi 動画                            |
| 1    | 2025/05/29 | 「装填 feat 呂布カルマ」朱歌 × YOSHIRO 動画                |

### 2024年
| 枚数 | 公開日     | 曲名                                                                                     |
| ---- | ---------- | ---------------------------------------------------------------------------------------- |
| 8    | 2024/10/31 | 日本昔話サイファー ExtendedEdition【Yellow×JAM】 動画                                    |
| 7    | 2024/10/17 | 『δ（デルタ）』Prod. by 荘子it ,MONJOEPresented by YANMAR 動画                           |
| 6    | 2024/10/15 | Ace the Chosen onE × スギウラダーブ - KATAMIWAKE feat. "E"qual & 呂布カルマ 動画         |
| 5    | 2024/08/30 | B.O.C (SAM & DJ KOO) - NARIYAMA NIGHT feat. 呂布カルマ、Ry-lax、DJ CHARI & 小室哲哉 動画 |
| 4    | 2024/03/19 | 【ヒャダイン×呂布カルマ】おは朝45周年記念ソング「HURRAY! HURRAY!」 動画                  |
| 3    | 2024/02/21 | 泰斗 a.k.a. 裂固 × 楓 × 呂布カルマ / 統海 prod. by DJ RYOW & SPACE DUST CLUB 動画        |
| 2    | 2024/02/17 | メーカーオブセレモニー/どこでもドア 204号室 feat. 呂布カルマ、DJ Whitesmith 動画         |
| 1    | 2024/01/17 | GAMA GAMA GOGO!【ボートレース蒲郡オリジナルRAPフルVer】 動画                             |

### 2023年
| 枚数 | 公開日     | 曲名                                                                                          |
| ---- | ---------- | --------------------------------------------------------------------------------------------- |
| 12   | 2023/10/20 | SISU魂-呂布カルマ (track by Mr.蓮) 動画                                                       |
| 11   | 2023/10/02 | DJ Nej - Thousand Plate feat. 呂布カルマ 動画                                                 |
| 10   | 2023/09/20 | 【SAMURAI IDOL】堀川りょう×呂布カルマ「乱世 The Survivor」 動画                               |
| 9    | 2023/09/09 | TENGA EGG PV「Forever Fresh Ecstasy Moment」 動画                                             |
| 8    | 2023/08/25 | FANTASISTA / Cartoon, Yellock, 呂布カルマ 動画                                                |
| 7    | 2023/08/16 | ZEN ZEN 足んねぇじゃん REMIX / DJ YASU feat. 呂布カルマ, MOOKOOBAEK 動画                      |
| 6    | 2023/04/20 | 【SPECIAL CYPHER】呂布カルマ MARIA Red Eye 漢 a k a GAMI 第17回高校生ラップ-ABEMA HIPHOP 動画 |
| 5    | 2023/03/24 | カモン大垣 feat. 呂布カルマ 動画                                                              |
| 4    | 2023/03/17 | 十影 & 呂布カルマ「 FREESTYLE CAVE 」 動画                                                    |
| 3    | 2023/03/07 | ANABANTFULLS『グレ feat.呂布カルマ』 動画                                                     |
| 2    | 2023/02/28 | DOTAMA「反吐」feat.呂布カルマ（Produced by DJ WATARAI） 動画                                  |
| 1    | 2023/01/01 | Young Yujiro - Mission Impossible (feat. 呂布カルマ, rirugiliyangugili) 動画                  |

### 2022年
| 枚数 | 公開日     | 曲名                                                                                          |
| ---- | ---------- | --------------------------------------------------------------------------------------------- |
| 8    | 2022/11/10 | 『ケンランバンカラ』feat.呂布カルマ 動画                                                      |
| 7    | 2022/09/15 | Against the World prod.T-SPICE 動画                                                           |
| 6    | 2022/07/29 | DJ Whitesmith - Salamander ft 呂布カルマ 動画                                                 |
| 5    | 2022/06/24 | ブラックジョークでよろしくfeat.呂布カルマ/Dr.マキダシ 動画                                    |
| 4    | 2022/06/06 | THE KENJA 動画                                                                                |
| 3    | 2022/05/15 | 呂布カルマ - Lucky Boy, Lucky Girl ( アニメ『 なならき 〜 Seven Lucky Gods 〜 』主題歌 ) 動画 |
| 2    | 2022/04/28 | MIDICRONICA - Butterfly feat. 呂布カルマ 動画                                                 |
| 1    | 2022/02/18 | nui-DANCE STUDIO feat.呂布カルマ 動画                                                         |

### 2021年
| 枚数 | 公開日     | 曲名                                                            |
| ---- | ---------- | --------------------------------------------------------------- |
| 5    | 2021/12/24 | BASE & Karnage / Will Kill Son feat 呂布カルマ , K.Lee 動画     |
| 4    | 2021/12/18 | 時雨の記-2021- feat. B-NINJAH,呂布カルマ,田中聖 / 平石佳啓 動画 |
| 3    | 2021/10/27 | nue『Mammoth』 動画                                             |
| 2    | 2021/08/31 | SAMSAVANNA 動画                                                 |
| 1    | 2021/04/15 | 砂の蓄積 - k.h.a.o.s feat. 呂布カルマ 動画                      |

### 2020年
| 枚数 | 公開日     | 曲名                                                             |
| ---- | ---------- | ---------------------------------------------------------------- |
| 5    | 2020/12/25 | CALM DOWN 動画                                                   |
| 4    | 2020/11/27 | KO-ney - 高二(一留) feat.呂布カルマ 動画                         |
| 3    | 2020/10/08 | MACKA-CHIN "ODD RARE HALL（Video Version)" feat. 呂布カルマ 動画 |
| 2    | 2020/04/15 | DJ Whitesmith × 呂布カルマ - Karmic Overdose 動画                |
| 1    | 2020/02/21 | うみのて - MUTEKIの歌 feat.呂布カルマ 動画                       |

### 2015～2019年
| 枚数 | 公開日     | 曲名                                                                                                |
| ---- | ---------- | --------------------------------------------------------------------------------------------------- |
| 14   | 2019/03/29 | Dickies 874 feat. 漢 a.k.a. GAMI, D.O, 呂布カルマ, NAIKA MC, SALU, JP THE WAVY, RYKEY, DJ BAKU 動画 |
| 13   | 2019/02/28 | 横井聡太 - 街灯 feat. 呂布カルマ 動画                                                               |
| 12   | 2018/10/01 | 呂布カルマ/ZIPSIES - Still Image Love 動画                                                          |
| 11   | 2018/09/07 | Analogfish "Pinfu feat. 呂布カルマ" 動画                                                            |
| 10   | 2018/08/08 | ヤングたかじん 動画                                                                                 |
| 9    | 2018/05/04 | white heaven 動画                                                                                   |
| 8    | 2018/03/28 | 笹口騒音&ニューオリンピックス『NO！feat.呂布カルマ 』 動画                                          |
| 7    | 2018/03/20 | "E"qual & DJ RYOW『モクメのGRIP REMIX feat. 般若, 呂布カルマ』 動画                                 |
| 6    | 2018/02/12 | Yuto.com™&Kiwy「時雨の記 feat.鬼,呂布カルマ,MOL53,HIDADDY/平石佳啓」 動画                           |
| 5    | 2017/08/02 | 餓鬼レンジャー／「超越 feat. TWIGY & 呂布カルマ 」 動画                                             |
| 4    | 2016/09/14 | SOCKS feat.呂布カルマ「All下衆Out」 動画                                                            |
| 3    | 2016/09/10 | p1 a.k.a 2g × 呂布カルマ - 生まれては死んでいく赤道直下の赤ん坊みたいに 動画                        |
| 2    | 2016/06/24 | 6EYES - BANG BANG feat. 呂布カルマ 動画                                                             |
| 1    | 2016/03/02 | NAIKA MC,MC CARDZ,呂布カルマ,RITTO - "BACKBONE" prod.DJ BAKU(KAIKOO) & DJ YO-HE¥ 動画               |

### 2010～2014年
| 枚数 | 公開日     | 曲名                                                                                              |
| ---- | ---------- | ------------------------------------------------------------------------------------------------- |
| 12   | 2015/10/15 | 一匹狼の群れ/空也MC feat,呂布カルマ,HAIIRO DE ROSSI 動画                                          |
| 11   | 2014/05/19 | 俺の勝手 動画                                                                                     |
| 10   | 2014/04/29 | オーライオーライ 動画                                                                             |
| 9    | 2013/06/03 | Y-クルーズ・エンヤ - 笑ってる場合ですよ feat.呂布カルマ 動画                                      |
| 8    | 2013/02/27 | DJ Nej - どろ feat. 呂布カルマ, B-eat ～ 動画                                                     |
| 7    | 2012/10/17 | BASE - 賞味スキル feat.呂布カルマ 動画                                                            |
| 6    | 2012/05/28 | DJ Nej - 27℃ feat. B-eat, 呂布カルマ 動画                                                         |
| 5    | 2011/11/07 | DJ Nej - 下世話(original) feat.呂布カルマ 動画                                                    |
| 4    | 2011/10/10 | 呂布カルマ+BASE+K.Lee『Gyal is Plaything』 動画                                                   |
| 3    | 2010/09/14 | 呂布カルマ+Campanella(Psychedelic Orchestra) 『修行野郎Z』 動画                                   |
| 2    | 2010/08/31 | JCP48のヘビーローテーション 動画                                                                  |
| 1    | 2010/04/13 | UNIVERSAL TOSHIKI / YA KNOW MY STEELO feat.ZOO(psychedelic orchestra),呂布カルマ,DJ KIMINORI 動画 |

### DVD
| 枚数 | 発売日     | タイトル                                                      |
| ---- | ---------- | ------------------------------------------------------------- |
| 1    | 2010/04/21 | ENTER DVD VOL.3                                               |
| 2    | 2015/10/30 | 戦極MCBATTLE 第12章 -関東乱舞編- 2015.6.14 完全収録           |
| 4    | 2016/01/13 | KING OF KINGS -FINAL UMB-                                     |
| 5    | 2016/03/09 | ENTER DVD VOL.9                                               |
| 6    | 2016/05/25 | THE罵倒 2013 池袋・下町予選                                   |
| 6    | 2016/09/28 | I LOVE MC BATTLE                                              |
| 7    | 2017/01/25 | 戦極MCBATTLE 第15章 JAPAN TOUR 北海道予選&山形予選            |
| 8    | 2017/03/15 | 戦極MCBATTLE 第15章 本選 JAPAN TOUR FINAL 2016.11.06 完全収録 |
| 9    | 2018/07/01 | ULTIMATE MC BATTLE 2018 THE CHOICE IS YOURS VOL. 2            |
| 10   | 2018/09/12 | ASS HOLE (Prod. 侍)                                           |
| 11   | 2019/01/30 | SPOTLIGHT 2018                                                |
| 12   | 2019/03/13 | KING OF KINGS 2018 GRAND CHAMPIONSHIP FINAL                   |
| 13   | 2019/07/10 | ULTIMATE MC BATTLE 2019 THE CHOICE IS YOURS VOL. 3            |

## ライブ
※メディアに紹介されたライブ・フェス出演のみを記載

### 主なライブ・フェス出演
日本初の交響楽とラップのコラボイベント『交響楽×ラップ』や、日本初の空港フェス『MusicUnity2022』などに出演している。
その他『a-nation 2024』や阪神タイガース『トラフェス』など多ジャンルのイベントに出演。SKY-HIとのツーマンライブなど、メジャーアーティストとの対バンも多い。
| 日付          | ライブ名・イベント名                                              | 会場                                                  | 詳細 |
| ------------- | ----------------------------------------------------------------- | ----------------------------------------------------- | --- |
| 2024/12/31    | 52nd New Year Rock Festival（ニューイヤー・ロックフェスティバル） | 渋谷ストリームホール                                  | 他の出演者はRIZE、Zeebra、湾岸の羊～Sheep living on the edge～、KYONO BAND、J-REXXX、MOUNTAIN MANなど       |
| 2024/09/01    | a-nation 2024                                                     | 味の素スタジアム                                      | B.O.C (SAM & DJ KOO）の『NARIYAMA NIGHT feat. 呂布カルマ,Ry-lax,DJ CHARI & 小室哲哉』で出演                 |
| 2024/07/17    | 交響ラップ                                                        | サントリーホール                                      | 湯山玲子プロデュース、パシフィックフィルハーモニア東京、菊地成孔らと共演                                    |
| 2021/06/13    | SKY-HI・東名阪対バンツアー『遊戯三昧』                            | Zepp Nagoya                                           | 大阪はTHE ORAL CIGARETTES、東京はちゃんみなが対バン                                                         |
| 2022/05/21    | MusicUnity2022                                                    | 羽田空港第2ターミナル国際線エリア                     | 栗林みな実/藤井隆/野宮真貴/ぷにぷに電機らと共演                                                             |
| 2024/06/22-23 | 阪神タイガース『トラフェス』                                      | 阪神甲子園球場                                        | 22日は呂布、23日はTHE BEAT GARDENが出演。                                                                   |
| 2024/03/22-24 | HYPER PLAMO Fes. 2024                                             | 幕張メッセ 国際展示場ホール                           | 呂布はLINKL PLANETと共演。他の出演者は西川貴教、玉置成実、MAX、かりゆし58、伴都美子 from Do As Infinityなど |
| 2023/03/04    | Zephyren presents A.V.E.S.T project vol.17                        | 東京都内各所 (サーキットイベント）                    | 優里、FLOW、MY FIRST STORY、オメでたい頭でなにより、花冷え。、FLOWTRiDENT(ex-ガールズロックバンド革命）など |
| 2024/04/13-14 | SYNCHRONICITY’24                                                  | Spotify O-EAST / Spotify O-WEST / Spotify O-nest など | 水曜日のカンパネラ、神聖かまってちゃん、KIRINJI、渋さ知らズオーケストラ、eastern youth、リーガルリリーなど  |
| 2022/12/31    | 50th New Year Rock Festival 2022-2023（ニューイヤーロックフェス） | 東京ガーデンシアター                                  | DIR EN GREY、AI、高橋和也（男闘呼組）、SHEENA & THE ROKKETS、BAD HOP、KYONOなど                             |

### ツーマンライブ
| 日付       | ライブ名・イベント名                            | 会場                 | 詳細                                                                     |
| ---------- | ----------------------------------------------- | -------------------- | ------------------------------------------------------------------------ |
| 2024/05/18 | 死神紫郎『独白』リリースパーティー              | 東高円寺二万電圧     | ゲストとしてMCミチ、ATSUKIも出演                                         |
| 2023/04/20 | Wienners『BATTLE AND UNITY TOUR 2023』          | 梅田クラブクアトロ   | 東京は水曜日のカンパネラ、福岡はKANA-BOON、名古屋はTHE BAWDIESなどが出演 |
| 2022/08/07 | 【箱舟旅行 第8回】呂布カルマ×トリプルファイヤー | 晴れたら空に豆まいて | 「世代やジャンルの越境」がテーマの公演シリーズ第8回                      |
| 2022/05/27 | 戦慄かなのソロライブ「LEVEL UP vol.1」          | WWWX                 | ※メディアではツーマンライブと紹介されており、ゲスト出演との中間的出演    |
| 2021/11/07 | "呂布000カルマxんoon"＋LIVE STREAMING           | WALL&WALL            | ライブストリーミングでも同時配信                                         |
| 2021/06/13 | SKY-HI・東名阪対バンツアー『遊戯三昧』          | Zepp Nagoya          | 大阪はTHE ORAL CIGARETTES、東京はちゃんみなが対バン                      |

### 野外フェス・ロックフェス
| 日付          | ライブ名・イベント名                        | 会場                                             | 詳細 |
| ------------- | ------------------------------------------- | ------------------------------------------------ | --- |
| 2024/09/28-29 | りんご音楽祭2024                            | 長野県松本市アルプス公園                         | MOROHA、どんぐりず、GAGLE、METEOR、Neibiss、RHYDA&snuc、Sound's Deliなど                                   |
| 2024/06/06    | Smile Smile Festival                        | Sky Bar TOP TREE OKINAWA                         | パークマンサー(軟式globe)、サスケ、仲田まさえ、オリジンコーポレーションなど                                |
| 2023/07/29-30 | JIMBEAM SUMMER FES 2023 in 名古屋           | サカエ ヒロバス                                  | SEAMO、lecca、DJ RYOW、WOLF HOWL HARMONYなどが出演                                                         |
| 2020/10/25    | メ～テレ ウルFES.ONLINE2020『クラブ東別院』 | メ～テレ Bスタジオから生配信                     | 環ROY、田我流、Jinmenusagi、Donuts Disco Deluxe、haruru犬love dog天使feat.YUNGYUと共演                     |
| 2019/06/22-23 | FREEDOM NAGOYA2019                          | 名古屋大高緑地特設ステージ                       | ゆるめるモ！、感覚ピエロ、ONIGAWARA、Cloque.、ビレッジマンズストア、BACK LIFT、FIVE STATE DRIVE and more.. |
| 2019/06/30    | ZIPANG 2019                                 | 千葉白浜フラワーパーク                           | Dachambo、RABIRABI、Jinmenusagi、GONNO、DJ YOGURT、Good Prophets （Mars89 ＆ suimin）、Saskiatokyoらと共演 |
| 2018/10/13-14 | TOYOTA ROCK FESTIVAL 2018                   | 豊田スタジアム                                   | かせき、折坂悠太、Rebelman★Army、イーリャ・ダス・タルタルーガス、GIANT STEPS、the原爆オナニーズなど        |
| 2017/10/21-22 | TOYOTA ROCK FESTIVAL 2017                   | 豊田スタジアム                                   | サニーデイ・サービス、ゆるふわギャング、Yogee New Waves、東田トモヒロ×沼沢尚DUO、YUKSTA-ILLなど            |
| 2017/04/02    | ボタとサーカス                              | 大阪名村造船所跡地 (クリエイティブセンター大阪） | 環ROY、鎮座DOPENESS、田我流、tofubeats、DONUTS DISCO DELUXE、PUNCH&MIGHTY、あっこゴリラらと共演            |

### 屋内フェス
| 日付       | ライブ名・イベント名                    | 会場             | 詳細                                                                      |
| ---------- | --------------------------------------- | ---------------- | ------------------------------------------------------------------------- |
| 2022/02/04 | DIAMOND FES2022 HIP HOP ARTIST in OSAKA | 大阪TTホール     | Zeebra、韻踏合組合、ラッパ我リヤ＆DJ TANAKEN、晋平太＆DJ MASTER KEYと共演 |
| 2020/04/28 | シブヤビール発売5周年記念ライブ         | 渋谷Club Malcolm | YONA YONA WEEKENDERS、POLLYANNA                                           |

### 海外ライブ
| 日付       | ライブ名・イベント名                                     | 会場                | 詳細                                             |
| ---------- | -------------------------------------------------------- | ------------------- | ------------------------------------------------ |
| 2024/08/17 | 日本最有名的RAPPER「呂布カルマ」台湾首場演唱会           | SAKURA（ATT 4 FUN） | TBS『ララLIFE』の企画で開催                      |
| 2024/02/4  | Japanese night club Japasoul（オーストラリア・シドニー） | Mediterranean       | 呂布がメインゲスト（共演：DJ Ginger、DJ K-Time） |

## MCバトル
年間総合の成績では、FSL（Free Style League）ランキングにおける、年間1位を獲得している。
自らの戦績と、審査員（審査員長含む）の実績をまとめる。

### 戦績
以下の表では、主要な大会のベスト4以上の成績のみ記載。
| 日付   | 大会                                                                        | 順位    |
| 2025年 | 2025年                                                                      | 2025年  |
| ------ | --------------------------------------------------------------------------- | ------- |
| 01/04  | NEO GENESIS vol.6 Road to KOK                                               | ベスト4 |
| 2024年 |                                                                             |         |
| 11/30  | 口喧嘩祭 vs 戦極MCBATTLE at Zepp Nagoya                                     | ベスト4 |
| 10/18  | MATSURI -大抗争045-                                                         | 優勝    |
| 05/31  | 戦極 MCBATTLE 第32章 東海一閃 at Zepp Nagoya                                | ベスト4 |
| 05/05  | KING OF KINGS vs 真ADRENALINE #7                                            | 優勝    |
| 03/26  | フリースタイル日本統一(2024)                                                | 優勝    |
| 01/06  | Red Bull Roku Maru 2024                                                     | ベスト4 |
| 2023年 |                                                                             |         |
| 12/30  | RIZIN MC BATTLE 2023 “I am The Champion” Supported by GOLDEN EGG WONDERLAND | 準優勝  |
| 12/17  | KING OF KINGS vs 真ADRENALINE #6                                            | ベスト4 |
| 11/26  | 口喧嘩祭SPECIAL 2023 at Zepp Nagoya                                         | 準優勝  |
| 11/23  | SPOT LIGHT 2023 大阪編                                                      | 準優勝  |
| 11/11  | 破天 MCBATTLE 3.0                                                           | ベスト4 |
| 09/30  | 戦極 MCBATTLE vs 真ADRENALINE                                               | 優勝    |
| 09/09  | 戦極 MCBATTLE 第30章 THE 3on3 MATCH                                         | 準優勝  |
| 07/20  | 戦極 MCBATTLE 戦極百万石杯                                                  | ベスト4 |
| 04/29  | 凱旋MC battle -THE GIANT KILLING-                                           | ベスト4 |
| 04/15  | 戦極 MCBATTLE 第29章 両国国技館                                             | 準優勝  |
| 04/13  | 破天 MCBATTLE 2.0                                                           | ベスト4 |
| 02/05  | 凱旋MC battle NORTH JAPAN TOUR2023 at.Zepp Sapporo                          | 優勝    |
| 1/14   | 戦極 MCBATTLE 第28章 大阪関西公演                                           | 準優勝  |
| 2022年 |                                                                             |         |
| 12/28  | RIZIN MC BATTLE 2022 “I am The Champion” Supported by ＋WEED                | ベスト4 |
| 12/07  | 破天 MCBATTLE 1.0                                                           | 準優勝  |
| 11/16  | 戦極 MCBATTLE 第27章 仙台東北公演                                           | 準優勝  |
| 11/05  | Red Bull 韻 DA HOUSE 2022                                                   | ベスト4 |
| 10/30  | 口喧嘩祭SPECIAL                                                             | ベスト4 |
| 09/18  | Belly Black MCBATTLE2                                                       | ベスト4 |
| 08/21  | ULTIMATE MC BATTLE 2022 THE CHOICE IS YOURS                                 | ベスト4 |
| 07/16  | 戦極 MCBATTLE 第26章                                                        | 準優勝  |
| 04/22  | 真ADRENALINE 新生BATTLE 外伝編                                              | 優勝    |
| 01/23  | KING OF KINGS GRAND CHAMPIONSHIP 2021                                       | 準優勝  |
| 2021年 |                                                                             |         |
| 12/19  | 凱旋MC Battle PIT TOUR 豊洲公演                                             | ベスト4 |
| 12/18  | LEGALIZE MC BATTLE STAGE ABEMA                                              | ベスト4 |
| 12/12  | 凱旋MC Battle PIT TOUR 仙台公演                                             | 優勝    |
| 10/09  | 戦極 MCBATTLE 第24章 日本武道館公演                                         | 優勝    |
| 08/28  | トウカイラップバトルフェスティバル 2021                                     | ベスト4 |
| 08/14  | 戦極vs凱旋 MCBATTLE 2021 夏ノ章                                             | 優勝    |
| 08/07  | KING OF KINGS vs 真ADRENALINE #2                                            | ベスト4 |
| 07/24  | ULTIMATE MC BATTLE 2021 THE CHOICE IS YOURS                                 | 優勝    |
| 04/13  | 戦極 MCBATTLE 第23章                                                        | 準優勝  |
| 01/09  | KING OF KINGS GRAND CHAMPIONSHIP 2020                                       | 優勝    |
| 01/04  | 戦極MCBATTLE 第25章 THE NEXT2021 ZEPP TOKYO                                 | 準優勝  |
| 2020年 |                                                                             |         |
| 12/29  | 戦極 MCBATTLE 第22章                                                        | ベスト4 |
| 12/27  | ULTIMATE MC BATTLE 2020                                                     | ベスト4 |
| 12/06  | LEGALIZE MC BATTLE GRAND CHAMPIONSHIP 2020                                  | ベスト4 |
| 11/08  | ULTIMATE MC BATTLE 2020 THE CHOICE IS YOURS                                 | ベスト4 |
| 10/24  | 戦極 MCBATTLE 第21.5章                                                      | 準優勝  |
| 07/11  | 凱旋MC battle 東西選抜夏の陣 2020                                           | ベスト4 |
| 06/27  | 真ADRENALINE 杯夏の陣                                                       | 優勝    |
| 03/22  | 真ADRENALINE                                                                | 準優勝  |
| 02/20  | 戦極 MCBATTLE 第21章                                                        | 準優勝  |
| 01/26  | LEGALIZE MCBATTLE Stage-1                                                   | 優勝    |
| 01/19  | 凱旋MC battle 東西選抜冬の陣 2020                                           | 優勝    |
| 1/11   | KING OF KINGS GRAND CHAMPIONSHIP 2019                                       | ベスト4 |
| 2019年 |                                                                             |         |
| 10/20  | 凱旋MC battle 東西選抜秋の陣 2019                                           | 準優勝  |
| 10/03  | ADRENALINE FINAL 2019                                                       | 優勝    |
| 09/15  | 戦極 MCBATTLE 第20章                                                        | 準優勝  |
| 03/23  | ULTIMATE MC BATTLE 2019 THE CHOICE IS YOURS                                 | 準優勝  |
| 03/18  | ADRENALINE 3on3 MC BATTLE                                                   | 優勝    |
| 01/06  | KING OF KINGS GRAND CHAMPIONSHIP 2018                                       | 優勝    |
| 01/04  | 戦極東海獏丸祭2 3on3新春スペシャル                                          | 優勝    |
| 2018年 |                                                                             |         |
| 11/25  | SPOT LIGHT 2018                                                             | 優勝    |
| 08/11  | 戦極 MCBATTLE 第18章                                                        | 準優勝  |
| 07/27  | ENTER MC BATTLE(2018年7月)                                                  | 優勝    |
| 03/31  | 戦極 MCBATTLE 第19章 KING OF FANTASISTA                                     | ベスト4 |
| 03/20  | ULTIMATE MC BATTLE 2018 THE CHOICE IS YOURS                                 | ベスト4 |
| 02/17  | 戦極 MCBATTLE 第17章                                                        | 準優勝  |
| 2017年 |                                                                             |         |
| 12/30  | ULTIMATE MC BATTLE 2017                                                     | ベスト4 |
| 05/13  | LIVERARY LIVE "RAP"Y in 森道市場 2017                                       | 優勝    |
| 05/03  | LAB MC BATTLE                                                               | 準優勝  |
| 2016年 |                                                                             |         |
| 12/30  | ULTIMATE MC BATTLE 2016                                                     | 準優勝  |
| 12/11  | THE罵倒 2016 GRAND CHAMPIONSHIP                                             | 準優勝  |
| 05/29  | 戦極 MCBATTLE 第14章×As ONE                                                 | 優勝    |
| 05/13  | LIVERARY LIVE "RAP"Y in 森道市場 2016                                       | 優勝    |
| 2015年 |                                                                             |         |
| 12/23  | THE罵倒 2015 GRAND CHAMPIONSHIP                                             | 優勝    |
| 12/03  | SPOT LIGHT 2015                                                             | 優勝    |
| 6/14   | 戦極 MCBATTLE 第12章                                                        | 優勝    |

### 審査員（審査員長）としての実積
賞金総額1,220万円のMCバトル『3150×LUSHBOMU MC BATTLE』の審査員長や『BAZOOKA!!! 高校生RAP選手権』『激闘!ラップ甲子園』などの審査員などを務めている（『ラップ甲子園』は初回から第6回までの全回）。

#### 3150×LUSHBOMU MC BATTLE
亀田興毅主催の『3150FIGHT』と、もにゅそで主催の『LUSH BOMU』が融合したイベント『3150×LUSHBOMU』で開催されるMCバトル。
| 回数  | 日付       | 会場                       |
| ----- | ---------- | -------------------------- |
| Vol.2 | 2025.09.27 | TOKYO FMホール（審査員長） |
| Vol.1 | 2025.07.21 | 渋谷HARLEM（審査員長）     |

#### BAZOOKA!!! 高校生RAP選手権
| 回数   | 日付       | 会場                  |
| ------ | ---------- | --------------------- |
| 第22回 | 2025.07.21 | Shibuya O-EAST        |
| 第21回 | 2025.03.20 | 六本木EXシアター      |
| 第20回 | 2024.08.07 | KT syutuzepp yokohama |
| 第19回 | 2024.03.27 | CLUB CITTA            |
| 第18回 | 2023.04.03 | 恵比寿LIQUIDROOM      |
| 第17回 | 2022.07.02 | Shibuya O-EAST        |
| 第14回 | 2018.08.31 | Zepp名古屋            |

#### 激闘！ラップ甲子園
| 回数  | 日付       | 会場               |
| ----- | ---------- | ------------------ |
| 第6回 | 2025.08.11 | BASE GRANBELL      |
| 第5回 | 2024.08.16 | CLUB CHITTA        |
| 第4回 | 2023.08.18 | CLUB CITTA         |
| 第3回 | 2023.03.27 | GORILLA HALL OSAKA |
| 第2回 | 2022.08.08 | CLUB CITTA         |
| 第1回 | 2022.04.03 | TOKYO FMホール     |

## ラップスタイル

### ライミング（押韻）
ラップバトルで「韻を踏まない」ことが多い。代わりに内容に強烈なパンチを効かせるスタイルで知られる。
ラップを始めた当初は呂布も押韻にこだわっていたが、FORKのフリースタイルを聴いた瞬間、押韻主義の路線で勝負することは不可能と判断。当時（2000年代）韻を踏まずにバトルをするのは「賭け」だったが、継続するうちに受け入れられていったという。
バトルでない音源のラップでは積極的に韻を踏んでいることを、FORK・R指定・晋平太らが指摘している。

### フロウ（抑揚・歌唱）
淡々と低いテンションで歌う、独特のラップスタイルを特徴の一つとしている。このスタイルは出演した『スニッカーズ』のCMでも「こいつ腹減ると呂布カルマみたいになるんだ」と表現されている。
このスタイルに至った理由について、呂布は「鎮座DOPENESSみたいにカラフルなフロウはできない」「般若のように熱いライブはできない」と悟り、両者の逆を行く「淡々とした温度の低いラップ」「汗をかかない冷静なライブ」を意識したと語っている。
現在、特に音源で複雑なフローや多様な歌唱法を用いている。

### リリック（作詞）
「リリックで紡いた言葉は実現されていく」と考えており、実際にリリック通りのできごとが起きた経験が多々あるため、常にポジティブな内容を意識している。内容にタブーは設けていないが、リスナーが実感しにくい自分の生い立ちなどの話は控えているという。
現在は国民的なヒット曲を生み出すことを目標としている。『週刊プレイボーイ』のコラム内で「俺が宣言したからには、遅かれ早かれそれはかなうだろう」と書き記している。

### バトル
従来のラップバトルでは見られなかった独特の展開を幾度か披露している。『フリースタイルダンジョン3rd Season』におけるR-指定とのバトルで「やっぱコイツ強ぇわ」と自ら負けを認めたシーンは、特に注目を集めた。
「凱旋MC Battle 東西選抜 冬ノ陣 2020」におけるMU-TONとの決勝戦では、ステージの2つの角に財布とジャケットを置いたまま立ち位置を交代。MU-TONが「焦ってるんじゃないの？」と冷やかすと、残りの2つの角にサングラスと「例の木」を置き「魔法陣完成！」と返す、即興劇のような演出で聴衆を沸かせた。
「戦極×凱旋 MC BATTLE 2024FINAL」の一回戦にて小学生であるFCザイロスと対戦。「MCバトル終わった」などと発言し自ら負けを宣言。この行為についてはSNSなどで賛否両論を呼ぶこととなった。しかし、呂布カルマ本人はYouTubeの配信上で小中学のMCと戦う意思ないと表明した。

### コラボ
ラッパーとして異色のコラボを複数行っている。
湯山玲子が企画した、日本の音楽史上初の試みとなる交響楽とラップの融合イベント『交響ラップ』に出演
。サントリーホールでパシフィックフィルハーモニア東京（指揮：原田慶太楼）と共演した。呂布は『サティ／3つのジムノペディ』より 第1番『ゆっくりと悩める如く』、第3番『ゆっくり、厳かに』（ドビュッシーによる管弦楽編）にラップを乗せている。開演3ヶ月前の第1弾発表では「出演：呂布カルマ/菊地成孔/志人 and more」と、呂布が先頭で紹介されている。
元オウム真理教（現アレフ）の幹部として知られる宗教思想家・上祐史浩とも「上祐史浩 feat. 炎上BOYZ（漢 a.k.a. GAMI, D.O）、呂布カルマ」の名義で楽曲『クサリノワ』を発表。この作品に関する収益は「全国被害者支援ネットワーク」に寄付している。
この他、漫画・映画・アニメの分野で、作品の世界観を表現するラップを多数発表している（「コラボ」の欄で詳述）。また、アンダーグラウンドのラッパーとしては異色の行政や公的団体とのコラボも多数行っている（「タイアップ」の欄で詳述）。

## 音楽活動

### セルフマネジメント
ラッパー・タレントとして二度のブレイクを果たした後も事務所に所属せず、全てのマネジメント業務を自ら行っている。この理由について呂布は、以下の3点を挙げている。
- 活動の自由度が高い
- 長年全ての作業を自分で行ってきたため、その延長でできる
- プロなら自分の仕事の金銭的価値を明確にできなければいけない

マネージャーを雇わないことについては、以下のように語っている。
- 金銭的な問題で揉めたり勘ぐったりしたくない
- 忙しくても業務の実態を把握しておきたい
- そもそも、ビジネスマンは皆自分でやっている

水原一平元通訳による25億円不正送金事件が起きた際には「俺が中々人を雇う気になれない理由」とコメントした。
なお、芸能事務所からの所属の誘いは「謙遜でなく1件もない」と語る。この理由について呂布は「ラッパーという職業の逮捕リスクの高さ」を挙げている。
2025年7月には、高額の住民税の納税で話題を集めた。

### 名古屋を拠点とした活動
ブレイク後も継続して、名古屋を拠点に活動している。これが可能である理由とメリットについては、以下のように語っている
- 名古屋はアーティスト活動が最低限成り立つ市場規模がある
- ラッパーはどの地域を代表しているかも重要
- 東京と比較して、様々な雑事から距離を置きやすい
- 重要な仕事であれば交通費も宿泊費も出る（重要な仕事だけ受ければ良い）

これらのメリットや意義を総括し「変な夢さえ見なければみんな地元で暮らしていける」と語っている。
毎月第三火曜日に、現存する日本最古のクラブ『club buddha』（クラブブッダ）で日本語ラップイベント『日乃丸』を開催し、ライフワークとしている。同イベントに呂布は、活動2年目から19年（2025年時点）レギュラーで参加している。2020年のコロナ禍で同クラブの存続が危うくなった際には、クラウドファンディングに応援メッセージを寄せた。
イラストを担当した呂布カルマ×club buddhaコラボパーカーが販売されている。

### 法人化（株式会社設立）
2025年4月1日に株式会社を設立し、代表取締役社長となった。
この2年以上前から税理士に法人化を推奨されていたが、日々の仕事に忙殺されていたことと、大谷翔平の通訳・水原一平による不正送金事件などを見て、二の足を踏んでいたという。
個人事業主として開業したのは2015年で、最終職歴である学習塾の教室長から自主退職した後、すぐに開業届を提出したという。

### マネタイズ
ラッパーやミュージシャンが敬遠しがちなマネタイズに積極的であることも、呂布の音楽活動の特徴である。

#### 肉体広告
2021年には「肉体広告」を取り入れた。これは企業のロゴをタトゥーシールとし、首元や前腕などの露出する部分に貼り付けるものである。呂布はこの広告を貼り付け『戦極MC BATTLE』など中継が入り、映像作品が残るバトルに出演した。最初の広告主は個人のコピーライターだったという。

#### YouTube
YouTubeチャンネル『【公式】呂布カルマ沼』を、2021年4月に開設。当初はファンの要望に応えて何も考えずに開設し、スマホに向かって話すだけの配信から始め、やるべきことを視聴者に教わりながらチャンネルを改善していったという。
切り抜き動画の作成者とは広告収入を折半している。最初の1ヶ月は自由に切り抜きを作成させ、1ヶ月で収益化できなければチャンネルごと削除させる方針を取っているという。

#### オリジナルDAO
2024年9月、オリジナルのDAO（自立分散型組織）である『呂布カルマDAO』をリリース。「共創型HIPHOP DAO」をキャッチフレーズとしており「資産価値の上昇を目指せるファンクラブの会員権」「その管理が分散型組織で行われる」という特色を持つ。
アートワークは、NFTプロジェクト『NeoTokyoPunks』を手掛けた、クリエイターのNIKOが担当。7月開催のNFTイベント『NFT ART TOKYO4』では呂布によるライブパフォーマンスとNIKOとのトークセッション、1枚だけ発行されるNFT『呂布カルマPASSブラックパス』のオークションなどが開催された。

#### 『例の木』のNFT化
2022年9月『例の木』のNFTコレクションの第1弾をリリース。当時最新の3Dスキャナーによって例の木を細かい凹凸まで再現し、10種類の現在を施した、限定コレクションとしてリリースされた。
第1弾は販売開始から5分で完売したため、約1カ月後の11月3日に第2弾をリリース。ポップアーティストO.Z.Y.K.I.Xとのコラボでも話題を呼んだ

#### お絵かき配信
YouTubeの生配信で、リクエストを受けてその場で絵を描き、その場でグッズ化して販売する企画を、2021年の毎月第2火曜日に行っていた。ある回では話題の人物を描いたため、配信をBANされたという。

### 仕事を受ける基準
仕事を受ける基準は「ヒップホップ、ギャラ、面白い、エロい、尊敬」の5つのいずれかの条件を満たすことだという。『くりぃむナンタラ』の人気企画「ミニスカート陸上 2024秋」に出演した際には、一部の視聴者から「仕事を選べ」「魂を売った」などの声が寄せられた。呂布はこれに対して「俺は面白そうなことならなんでもやるし、それが俺にとってのカッコいいなのだ」とポリシーを語っている。
2024年11月時点では基準がさらに絞られ「お金、面白さ、付き合い」の3条件になっているという。面白さについては主観で決めており、グラビアアイドルとの仕事などもこの枠に含まれると語る。「付き合い」については、過去に世話になった人からの依頼であれば「よっぽどナシでない限りは受けさせてもらう」という。呂布が自分発信で行う仕事はラップのみだが、多方面からの依頼で様々なチャレンジをするうちに「自分ひとりでは絶対に思いつきもしないようなこと」を経験できているという。

## グラビア評論
自ら「グラビアディガー」を名乗り、グラビア評論家として多くの実績を持つ。

### 主な実績
2020年7月～2021年12月31日にかけて、ヤンマガWebの連載『呂布カルマのグラビアディガー』を担当。後述する75名のグラビアアイドルに対する評論を行った

### コラボ・対談実績
2023年6月には、YouTubeチャンネル「佐久間宣行のNOBROCK TV」における企画『ミス呂布カルマオーディション 2023』を開催。優勝した風吹ケイを『週刊ポスト』2023年6月9・16日合併号の中で総合プロデュースしている。
2023年6月には「ニコニコチャンネルプラス」内で、青山ひかるとのダブルMCによる『グラビアアイドル応援チャンネル「KAMERACOZO」』を開設。2022年9月からレギュラー出演しているCBCテレビ『歩道・車道バラエティ 道との遭遇』では、軽トラ女子・三田悠貴や佐々木萌香などと共演している。
2023年7月の現代ビジネスでは「9頭身軟体美女モデルv」として知られる相沢菜々子と共演。相沢が『週刊現代』で出演している『痛み消しらくらく体操』を、体の硬い呂布が直々に伝授された。
CBC『道との遭遇』のスペシャルイベント『呂布カルマと水着グラドル真夏の体力測定』では、ちとせよしのらと共演した。
2023年6月に原つむぎが発売した写真集『つむと一緒』の帯にコメントを寄せている。
2024年12月には、アイドルグループ「BOCCHI。」のメンバー兼グラビアアイドルの大嶋みくの初写真集の発売を記念し『ダ・ヴィンチWeb』内で対談を行っている。

### 評論実績
2024年上半期の週プレNEWSにおける武井壮との合同企画では、新人賞に紀内乃秋、呂布カルマ賞にTask have Funの里仲菜月を選定している。
2023年の個人的なグラビアアイドルTOP3には、菊地姫奈、豊田ルナ、高砂ミドリを挙げている。
レギュラーで出演しているCBC『ゴゴスマ』でも「一押しグラドル」を発表している。
『呂布カルマのグラビアディガー』で評論したグラビアアイドルの一覧は下表の通り（※氏名の重複は、同一アイドルを複数の作品で評論しているため）。
| 連載回      | 掲載日     | 評論したアイドル(誌面ランキング順）                                                           |
| ----------- | ---------- | --------------------------------------------------------------------------------------------- |
| Dig①        | 2020/07/12 | 吉澤遥奈、犬童美乃梨、豊田ルナ、橘ひと美                                                      |
| Dig②        | 2020/07/19 | 沢口愛華、忍野さら                                                                            |
| Dig③        | 2020/07/26 | 沢口愛華、葵うたの、和地つかさ、菊地姫奈                                                      |
| Dig④        | 2020/08/02 | 8467、豊田ルナ、寺本莉緒、青山ひかる                                                          |
| Dig⑤        | 2020/08/09 | 吉澤遥奈、桃月なしこ、橋本梨菜                                                                |
| Dig⑥        | 2020/08/16 | 夏目綾、沢口愛華、サイバージャパンダンサーズ・ASAMI                                           |
| Dig⑦        | 2020/08/23 | サイバージャパンダンサーズ、山口はのん、8467                                                  |
| Dig⑧        | 2020/08/30 | 片岡沙耶、ぴーぴる                                                                            |
| Dig⑨        | 2020/09/06 | 桜田茉央、我妻ゆりか、水卜さくら                                                              |
| Dig⑩        | 2020/09/13 | 瀬山しろ、豊田ルナ、安藤咲桜、詩月まどか                                                      |
| Dig⑪        | 2020/09/27 | ゆきぽよ、HIKARU、安藤咲桜                                                                    |
| Dig⑫        | 2020/10/04 | 安藤咲桜、葉月あや、桜田愛音                                                                  |
| Dig⑬        | 2020/10/11 | 大原優乃、豊田ルナ、サイバージャパンダンサーズ                                                |
| Dig⑭        | 2020/10/18 | 菊地姫奈、ちとせよしの、新井遥                                                                |
| Dig⑮        | 2020/10/25 | 森咲智美、早川渚紗、ミスマガジン2020                                                          |
| Dig⑯        | 2020/11/01 | 沢口愛華、桃月なしこ、久保乃々花                                                              |
| Dig⑰        | 2020/11/08 | 橋本萌花、大原優乃、久保乃々花                                                                |
| Dig⑱        | 2020/11/15 | 天木じゅん、浅川梨奈、志田音々、桃月なしこ                                                    |
| Dig⑲        | 2020/11/22 | 大原優乃、川村那月、菊地姫奈                                                                  |
| Dig⑳        | 2020/11/29 | 花咲ひより、桐原美月、相沢菜々子                                                              |
| Dig21       | 2020/12/06 | 相沢菜々子、舞子、新井遥                                                                      |
| Dig22       | 2020/12/13 | 東雲うみ、舞子、九条ねぎ、ミスマガジン2020                                                    |
| Dig23       | 2020/12/20 | 花咲ひより、片岡沙耶、くりえみ                                                                |
| Dig24       | 2020/12/27 | 舞子、吉澤遥奈、くるす蘭、豊田ルナ、夏目綾、新井遥、菊地姫奈                                  |
| Special Dig | 2020/12/31 | 大原優乃、菊地姫奈、片岡沙耶、HIKARU、豊田ルナ、沢口愛華 花咲ひより、瀬山しろ、吉澤遥奈、8467 |
| Dig25       | 2021/01/10 | 沢口愛華、ちとせよしの、東雲うみ                                                              |
| Dig26       | 2021/01/17 | 池本しおり、火将ロシエル、ゆきぽよ                                                            |
| Dig27       | 2021/01/24 | くりえみ、ちとせよしの、猪子れいあ、後藤真桜＆菊地姫奈                                        |
| Dig28       | 2021/01/31 | 瀬山しろ、九条ねぎ、藤乃あおい                                                                |
| Dig29       | 2021/02/07 | 大間乃トーコ、神部美咲                                                                        |
| Dig30       | 2021/02/14 | 豊田ルナ、大間乃トーコ、蛭田愛梨                                                              |
| Dig31       | 2021/02/21 | 大間乃トーコ、早川渚紗、RaMu、菊地姫奈                                                        |
| Dig32       | 2021/02/28 | 新田あゆな、大間乃トーコ、寺本莉緒                                                            |
| Dig33       | 2021/03/07 | 藤乃あおい、大槻りこ、マーフィー波奈                                                          |
| Dig34       | 2021/03/14 | 御寺ゆき、吉澤遥奈、桐原美月                                                                  |
| Dig35       | 2021/03/21 | 沢口愛華、百瀬りえ、井上咲楽                                                                  |
| Dig36       | 2021/03/28 | 奥山かずさ、御寺ゆき、岡田彩夢、御寺ゆき                                                      |
| Dig37       | 2021/04/04 | 沢口愛華、東雲うみ、後藤真桜                                                                  |
| Dig38       | 2021/04/11 | 東雲うみ、瀬山しろ、ちとせよしの、片岡沙耶、くりえみ、菊地姫奈                                |
| Dig39       | 2021/04/18 | 林田百加、斎藤さらら、くりえみ                                                                |
| Dig40       | 2021/04/25 | ちとせよしの、東雲うみ、瀬山しろ                                                              |
| Dig41       | 2021/05/01 | バーレスクMomo、くりえみ、沢口愛華、豊田ルナ、新井遥                                          |
| Dig42       | 2021/05/08 | バーレスクMomo、沢口愛華、豊田ルナ、新井遥                                                    |
| Dig43       | 2021/05/15 | 芹沢まりな、桃月なしこ、新田あゆな                                                            |
| Dig44       | 2021/05/22 | 新田あゆな、櫻井音乃、芹沢まりな                                                              |
| Dig45       | 2021/05/29 | 藤田もも、菊地姫奈、萩田帆風                                                                  |
| Dig46       | 2021/06/05 | 藤田もも、新田あゆな、小日向ゆか                                                              |
| Dig47       | 2021/06/12 | NMB48白間美瑠、大槻りこ、伊織いお、未梨一花                                                   |
| Dig48       | 2021/06/19 | 桜井木穂、伊織いお、菊地姫奈、後藤真桜                                                        |
| Dig49       | 2021/06/26 | 桜井木穂、早川渚紗、日向葵衣                                                                  |
| Dig50       | 2021/07/03 | 桜井木穂、黒嵜菜々子、日向葵衣                                                                |
| Dig51       | 2021/07/10 | 桜井木穂、藤井サチ、末梨一花、菊地姫奈                                                        |
| Dig52       | 2021/07/17 | 水咲優美、東雲うみ、坂東遥                                                                    |
| Special Dig | 2021/07/19 | 天野きき、斎藤愛莉、山岡雅弥                                                                  |
| Dig53       | 2021/07/24 | 沢口愛華、東雲うみ、望月琉叶                                                                  |
| Dig54       | 2021/07/31 | 菊地姫奈、東雲うみ、望月琉叶                                                                  |
| Dig55       | 2021/08/07 | 高梨瑞樹、水咲優美、東雲うみ                                                                  |
| Dig56       | 2021/08/14 | 高梨瑞樹、伊織いお、後藤真桜                                                                  |
| Dig57       | 2021/08/21 | 吉澤遥奈、菊地姫奈、伊織いお、紗愛                                                            |
| Dig58       | 2021/08/28 | 伊織いお、大槻りこ、早川渚紗                                                                  |
| Dig59       | 2021/09/04 | 豊田ルナ、坂元誉梨、大槻りこ、伊織いお                                                        |
| Dig60       | 2021/09/11 | 坂元誉梨、ロサリオ惠奈、白石まゆみ                                                            |
| Dig61       | 2021/09/18 | 桜井木穂、新井遥、白石まゆみ                                                                  |
| Dig62       | 2021/09/25 | 天野ひかる、ミスマガ2020、後藤真桜、宮崎あみさ                                                |
| Dig63       | 2021/10/02 | 菊地姫奈、美月絢音、ロサリオ惠奈                                                              |
| Dig64       | 2021/10/09 | 菊地姫奈、美月絢音、沢口愛華                                                                  |
| Dig65       | 2021/10/16 | あさいあみ、天野きき、池尻愛梨、山岡雅弥                                                      |
| Dig66       | 2021/10/23 | 池尻愛梨、瀬山しろ、沢口愛華                                                                  |
| Dig67       | 2021/10/30 | 瀬山しろ、沢口愛華、佐々木萌香、東雲うみ                                                      |
| Dig68       | 2021/11/06 | 佐々木萌香、南みゆか、和泉芳怜                                                                |
| Dig69       | 2021/11/13 | 南みゆか、海里、沢口愛華                                                                      |
| Dig70       | 2021/11/20 | 和泉芳怜、ロサリオ惠奈、天野きき、海里                                                        |
| Dig71       | 2021/11/27 | 長月翠、沢口愛華、斎藤愛莉                                                                    |
| Dig72       | 2021/12/04 | 田中芽衣、ロサリオ惠奈、大島璃乃                                                              |
| Dig73       | 2021/12/11 | 沢口愛華、林凛、原つむぎ                                                                      |
| Dig74       | 2021/12/18 | 桜井木穂、原つむぎ、和泉芳怜                                                                  |
| Dig75       | 2021/12/25 | 天野きき、太田和さくら、MIYABI                                                                |
| Last Dig    | 2021/12/27 | 東雲うみ、瀬山しろ、ちとせよしの、菊地姫奈、大間乃トーコ ちとせよしの、桜井木穂、豊田ルナ     |

### 経歴・グラビア哲学
大学進学時に『週刊プレイボーイ』で目にした佐藤和沙の一枚の写真が、グラビア愛に目覚めたきっかけと語る。mixi利用時には毎回の日記に3枚ずつグラビア画像を貼り付けており、これが原因で数年分の日記を全て凍結され、Twitterに移行した。
グラビアアイドルの魅力について「本人たちが抱えていたであろう体型へのコンプレックスが、グラビアの仕事を通じて解放される心地良さが伝わること」を挙げている。また、グラビアは絵画や彫刻における裸婦と同様に芸術の一環であり、健康やヘルスケアの参考となるコンテンツと考えている。
「グラドルはオカズではない」と常々公言しており、自身がグラビアディガーのポジションを確立できた理由も、この点にあるとしている。芸術性を感じているのはグラビアアイドルのボディラインであり、プリキュア系のドレスなどの衣装の着用については、否定的な見方を示している。
グラビアアイドルを撮影するカメラ小僧に対しても、アイドル同様のリスペクトを抱いている。
2024年には、ごく短期のグラビアアイドル活動を経てAV女優に転身した「元グラビアアイドルのAV女優」が散見されるようになったことについて、自身のX（旧：Twitter）にて「最初からAVデビューありきで人気グラドルAVデビューみたいな売り方はやめて欲しい」との苦言を呈している。

## 漫画評論
名古屋芸術大学美術学部イラストレーションコース卒業という学歴に加え、過去に漫画家を志していた経歴から、漫画評論の仕事も多い。これまでに朝日新聞社『好書好日』や『ダ・ヴィンチWeb』、『週刊プレイボーイ』の連載コラム『呂布カルマのフリースタイル人生論』、東京都書店商業組合『東京呂布カルマ書店』などで漫画の評論を行っている。
自ら全10回の漫画連載も経験しており、画力の高さにも定評があり、SNS等で公開したイラストが度々メディアに取り上げられている。
大学時代の1学年下に『僕のヒーローアカデミア』の堀越耕平がいた。在学中にデビューして活躍していた堀越に対して劣等感を抱くこともあったが「彼のポップな絵と自分のゴリゴリの劇画は違う」と言い聞かせ、溜飲を下げていたという。
『SPY×FAMILY』『チェーンソーマン』などを担当する漫画編集者・林士平との対談なども行っている。

### 推薦コメント・帯コメント
以下の作品に単行本の帯コメントなどの推薦コメントを寄せている。
| 掲載日     | 作品名                   | 作者         | 備考                                                                         |
| ---------- | ------------------------ | ------------ | ---------------------------------------------------------------------------- |
| 2022/05/09 | soldier                  | マクロ松本   | 第85回ちばてつや賞『大賞』受賞作                                             |
| 2024/09/02 | だれでも抱けるキミが好き | 武田スーパー | 『ヤングマガジン40号』で2Pのインタビュー「呂布カルマ、ヤリマンを語る」が掲載 |
| 2020/03/01 | ウサ太夫                 | 髙野Ｆ       | 単行本帯にアングラ漫画家・サレンダー橋本と並んでコメント                     |
| 2023/06/12 | SPUNK-スパンク！-        | 新井英樹     | 単行本2巻帯に『ちいかわ』のナガノと並んでコメント                            |

## その他の評論
グラビア・漫画以外では、映画・昆虫・小説などの分野で評論活動を行っている。

### 映画評論
映画の評論や、映画の世界観をラップで表現するコラボ企画なども多数手がけている。コラボ企画はこれまでに『僕が愛したすべての君へ/君を愛したひとりの僕へ』『SISU/シス 不死身の男』『デッドプール＆ウルヴァリン』や、Netflixアニメ『PLUTO』などで手がけている。
『Zola ゾラ』の公開時には土屋アンナらと並んでコメントを寄せている。また『孤狼の血 LEVEL2』の公開時には、予告編の名古屋弁吹き替えを担当している。
この他『週刊プレイボーイ』の連載コラムや『BANGER!!!』などの媒体でも映画評を行っている。
2023年5月にはホラー映画『DASHCAM ダッシュカム』公開時にコメントを寄せた。コメントを寄せた著名人の中で、呂布が代表として紹介されている

### 昆虫評論
日本語ラップ界を代表する昆虫愛好家として知られる。昆虫学者・小松貴の書籍『怪虫ざんまい 昆虫学者は今日も挙動不審』では、養老孟司と並んで帯に推薦コメントを寄せている。雑誌『BRUTUS』の取材では「推しムシ」としてジュエルキャタピラー、ジンガサハムシを挙げている。『サイゾーPremium』の特別企画「今こそ"昆虫"を考える」では、昆虫嫌いで知られるグラビアアイドル・鈴木ふみ奈と共演。自ら育成したセスジスズメを始め、スズメガ、ハエトリグモ、オオミズアオ、ゾウムシなどの魅力を熱弁した。
駆け出しのフリーター時代には害虫駆除のアルバイトを手掛けており、駆除の手法にも通じている。一時期は害虫駆除業者としてモリコロパークに毎月通っており、後にジブリパーク開園時の現地中継に出演した際、その展開を「神様でも予想できない」と語った。
芋虫などの昆虫が大好きであり、以前出演していた番組であるフリースタイルダンジョンにて、芋虫を捕まえるロケをした。

### その他の評論
第16回小説現代長編新人賞を受賞した宇野碧のラップバトル小説『レペゼン母』に対して、『ダ・ヴィンチWeb』によるインタビュー形式で評論を行った。宇野に対して「めちゃくちゃラップに詳しい方」「ラッパーの頭で考えている」など、リアルな描写を高く評価している。

## ディベート
実業家のひろゆきにディベートで勝利するなど、ディベート巧者としても知られる。AbemaTVのディベート番組『マッドマックス論破王』では、ひろゆきと呂布の試合を「論破王・ひろゆき VS ディベートモンスター・呂布カルマの頂上決戦」と銘打つなど、ひろゆきに並び立つディベーターとして評価されている。

### マッドマックス論破王
同番組における呂布の出演実績は以下の通り。
| 回数 | 放送日     | 対戦相手                                                    | お題                                                                      |
| ---- | ---------- | ----------------------------------------------------------- | ------------------------------------------------------------------------- |
| 1    | 2022/07/10 | ひろゆき                                                    | 強面は 得するor損する                                                     |
| 2    | 2022/07/11 | 中山功太                                                    | 自分の業界の大先輩が間違ったことを言った時に反論するの ありorなし         |
| 3    | 2022/07/11 | 森本晋太郎（トンツカタン）                                  | アンチは いた方がいいorいない方がいい                                     |
| 4    | 2022/07/16 | 市川刺身（そいつどいつ）                                    | 痛みを伴う笑いは NG or NGではない                                         |
| 5    | 2022/07/16 | パックン                                                    | 英語教育は 必須であるべきor必須であるべきでない                           |
| 6    | 2022/07/23 | 井上咲楽                                                    | オナラはしたい時にするべき or 我慢するべき                                |
| 7    | 2022/07/30 | 井上咲楽                                                    | 眉毛は 整えるべきor自然のままでいい                                       |
| 8    | 2022/08/30 | 大津広次（きつね）                                          | 修学旅行は 必要or不要                                                     |
| 9    | 2022/08/30 | 市川刺身（そいつどいつ）                                    | 婚約者として親に紹介するなら 芸人orラッパー                               |
| 10   | 2022/09/12 | 和田まんじゅう（ネルソンズ）                                | ラッパーはバトル後 称え合うべきor称え合うべきはでない                     |
| 11   | 2022/09/12 | 西村真二（コットン）                                        | 不老不死の体は 欲しいor欲しくない                                         |
| 12   | 2022/09/21 | 内山信二                                                    | 今後どちらかしか食べられないとしたら ケチャップorマヨネーズ               |
| 13   | 2022/09/27 | 和田まんじゅう（ネルソンズ）                                | 呂布カルマはバラエティに 出るべきor出るべきではない                       |
| 14   | 2022/10/04 | 西村真二（コットン）                                        | 校則で容姿の規制は ありorなし                                             |
| 15   | 2022/10/04 | 平子祐希（アルコ＆ピース）                                  | 職場にアットホームさは 必要or必要ではない                                 |
| 16   | 2022/10/11 | 平子祐希（アルコ＆ピース）                                  | ハリー・ポッターor極真空手の選手 強いのはどっち？                         |
| 17   | 2022/10/11 | 大津広次（きつね）                                          | 実家が 居酒屋さんorケーキ屋さん どちらの子どもに生まれる方が幸せ？        |
| 18   | 2022/10/18 | 吉田靖直（トリプルファイヤー）                              | 超絶美女と結婚した男性を 褒め称えるべきor褒め称えるべきではない           |
| 19   | 2022/11/01 | 安保瑠輝也                                                  | BreakingDownにプロ格闘家が出るのはアリorナシ                              |
| 20   | 2022/11/01 | 青木真也                                                    | 試合で相手の骨を折って いいorいけない                                     |
| 21   | 2022/11/08 | 中島知子                                                    | 新宿駅構内の案内図 変えるべきor変えるべきではない                         |
| 22   | 2022/11/08 | 中島知子                                                    | 女芸人のブスいじり本人がOKしたら アリorナシ                               |
| 23   | 2022/11/16 | 加藤鷹                                                      | AVで勉強するのは アリorナシ                                               |
| 24   | 2022/11/16 | 皇治                                                        | やっぱり おっぱいorおしり                                                 |
| 25   | 2022/11/18 | ひろゆき                                                    | 故人の悪口を言うのはアリorナシ                                            |
| 26   | 2022/11/22 | 晋平太                                                      | MCバトルで韻を踏まないラッパーはアリorナシ                                |
| 27   | 2022/12/06 | 佐藤マクファーレン優樹                                      | 同じ女性を取り合った男同士の友情は 成立するor成立しない                   |
| 28   | 2022/12/13 | 加藤鷹                                                      | 大事なのは体の相性 or性格の相性                                           |
| 29   | 2022/12/21 | 西野未姫                                                    | 恋人の条件で重要なのは見た目or性格                                        |
| 30   | 2022/12/21 | ニューヨーク                                                | 芸能人が不倫をした際、謝罪会見は すべきorしなくてよい                     |
| 31   | 2022/12/21 | ひろゆき                                                    | コメンテーターの大事な資質は 肯定的な見方or否定的な見方                   |
| 32   | 2023/01/03 | 亀田大毅                                                    | 幸せなのはどっち？ ボクサーorラッパー                                     |
| 33   | 2023/01/10 | 皇治                                                        | モテるのは 格闘家orラッパー                                               |
| 34   | 2023/01/10 | 青木真也                                                    | ビッグスポンサーからのオファー、受けるor受けない                          |
| 35   | 2023/01/17 | 西野未姫                                                    | 夫婦間・恋人間で位置情報を共有するのは アリorナシ                         |
| 36   | 2023/01/17 | 村重杏奈（元HKT48）                                         | アイドルは恋愛禁止に するべきorするべきではない                           |
| 37   | 2023/01/24 | みなみかわ                                                  | 奥さんへの誕生日プレゼントは サプライズするべきorサプライズするべきでない |
| 38   | 2023/01/24 | 森林原人                                                    | 性教育は 学校がするべきor家庭がするべき                                   |
| 39   | 2023/01/31 | 村重杏奈（元HKT48）                                         | 応援するならグラビアアイドルor歌って踊るアイドル                          |
| 40   | 2023/02/07 | 佐藤マクファーレン優樹                                      | 先輩に敬語は 必要or不必要                                                 |
| 41   | 2023/02/14 | 佐藤マクファーレン優樹                                      | 人は第一印象で全てが 決まるor決まらない                                   |
| 42   | 2023/03/14 | 紗倉まな                                                    | エロいのは 男or女                                                         |
| 43   | 2023/03/21 | 紗倉まな                                                    | 応援するなら グラビアアイドルorセクシー女優                               |
| 44   | 2023/04/26 | 西野未姫、ゆめぽて、眉村ちあき 胡桃そら、小浜桃奈、いーたろ | みんなに優しい男は アリorナシ                                             |
| 45   | 2023/06/27 | 須田亜香里、みりちゃむ、ゆん リチ、momohaha、いわち         | 恋人同士でスマホのパスワード共有は アリorナシ                             |
| 46   | 2023/09/27 | ひろゆき                                                    | 日本人は清潔すぎるor清潔すぎない                                          |

### 50th NEW YEARS ROCK FESTIVAL 2022-2023特別企画
2023年で50回目を迎えるロックイベント『NEW YEARS ROCK FESTIVAL』の特別企画で瓜田純士とディベートで対決。
『瓜田純士×呂布カルマ ディベート対決！』と銘打ち、計4回対戦した。各回のお題は以下の通り（放送日は全て2022年12月28日）。
- RCOKフェスなのにHIP HOPアーティストが出演するのはアリかナシか
- 日本のタトゥー規制 アリかナシか
- 日本で大麻解禁 アリかナシか
- マスクなんてもういらない アリかナシか

### サイゾー・ディベートマッチ『呂布カルマvs.胡桃そら』
2023年4月20日、サイゾー誌上で元・仮面女子のフィメールラッパー・胡桃そらとディベートで対決。「ラップにかわいい歌詞はアリかナシか」のお題で議論を繰り広げた。

## コメンテーター
テレビのレギュラー・単発出演の双方で、コメンテーターとして発言することも多い。ここではSNSでなくテレビで発言し、メディアで取り上げられた内容を記載する。

### 2024年

#### 石破茂首相のゴルフ外交について
2024年11月10日、フジテレビ「ワイドナショー」で石破茂首相に関して「高校時代にゴルフ部だったのなら、トランプ新大統領に合わせてゴルフを再開した方が良い」という旨を指摘した。岩田明子が安倍晋三元首相とトランプ大統領のゴルフ外交について評価したのを受け、呂布は「石破さんはゴルフせーへんのですか？」と質問。東野幸治が「しないが高校時代はゴルフ部だった」という旨を伝えたため、呂布は冗談を交えて「再開せーよ！」と発言した。

#### 2024年自民党総裁選について
2024年9月8日、フジテレビ系『ワイドナショー』で自民党総裁選についてコメント。石破茂元幹事長については「僕は石破さんのファン」とした上で「弁がぶっちぎりで立つ人。そういう意味で好きですね」と高く評価した。一方で、小泉進次郎元環境相についても「小泉さんでも面白い。良くも悪くも発言を切り抜かれたりして面白さで興味を持たれている。若い人の政治への入り口はそこでも良いのではと思う」という旨の、高評価のコメントを寄せた。

#### フワちゃんの芸能活動休止について
8月12日、TBS系「ゴゴスマ -GO GO!Smile!-」で、フワちゃんの芸能活動休止についてコメント。「活動休止は厳しすぎると感じる」「休止することが何になるのかもよく分からない」と指摘した。また、フワちゃんの誤爆の原因については「フワちゃんは普段から、はるかにひどい誹謗中傷を受けているはず。なので、感覚がマヒしちゃってるのかもしれない」という見解を示した。

### 2023年

#### 「熱狂できるもの」の見つけ方について
2023年9月29日新R25の公式YouTubeチャンネル『大人になれない僕らの 思春期ビジパ学園』に出演。「熱狂できるもの」の見つけ方について、若新雄純、サノトモキ（R25編集部）とともに議論を交わした。
呂布の結論は「熱狂できるものより、転がりやすいものを探すべき」というもの。結果が出なくても一人でやりたいと思えるものがあれば、努力せずとも自然に継続でき、いつの間にか坂を転がる雪玉のように勢いがついて止まらなくなるという。サノは「実は呂布さんのように『目の前のことが楽しかったから、そのまま走れちゃった』という状態が本当の熱狂かも知れない」と指摘した。また、若林は「やりたいことがない」という若者と呂布を比較して「皆やりたいことはあるけど『成功しそうなものがない』という意味でそう言っているんだと思う」と、成功にこだわらなければ呂布のように静かな熱狂をできる可能性があることを指摘した。

#### トー横問題
2023年8月21日、東京都が主催するトー横問題の啓発イベント『きみまも＠歌舞伎町』に、ゆうちゃみ・大空幸星・天野将典らとともに出演。悩みが深まる前のちょっとした違和感や、自分の置かれた状況を話しやすい環境を、常につくっておくことが大事なのかな」と2児の父親の立場から発言した。また「僕らが若い時に繁華街に出入りしていた感覚と、もう一段違うレベルの危なさがあるな、という風に思いますね」と、トー横キッズを取り巻く環境が、昔の非行少年を取り巻いていた環境以上に危険である可能性を指摘した。
2024年4月8日には、トー横を舞台にした小説『愛しみに溺レル』を出版した作家・橋爪駿輝とトー横で対談。トー横問題に対して以下の見解を示した。
- 家庭環境が複雑なトー横キッズには純粋に同情する
- しかし、親の目線で見ると子供が歌舞伎町の中心ではしゃいでいることには拒否反応を覚える
- 居場所がない若者が集まる場所自体は、あっていいと思う
- 昔も「池袋ウエストゲートパーク」などの場所はあったが、トー横は「人が死んでいる」と感じる
- 行政が真剣に問題に取り組んでおらず「社会での子供たちの優先順位が低い」と感じる
- 家に問題があれば戻しても意味がないので、やはり施設しかない
- 子供たちに自尊心がつくように資格を取らせたり労働を経験させるのも良い
- トー横キッズも含めて子供たちは「宝」だし、子供たちがそれに気づいてほしい

### 2022年

#### 10代の美容整形について
2022年8月28日、フジテレビ『ワイドナショー』に出演し、10代の整形について「一律で10代はダメって決めた方がいいんじゃないのって思う」と指摘。理由について、以下の旨の持論を展開した。
- 顔の好みは人それぞれで、一重の異性が好きな人も多い
- 整形して明るくなったことが良いことのように言われるが、暗い性格は別に悪くない
- 整形して顔に自信を持つにしても、家でコラムを書くなど引きこもるにしても、判断力がついた大人になってから決めた方が良いのではないか

歯並びが悪い際の歯の矯正については「何が違うんだといわれると一緒だけど」と、線引きの難しさを指摘しつつ「患者と言われるようなレベルの」矯正に対しては理解を示した。

### ロシアによるウクライナ侵攻について
2022年4月18日にはAbema TV『ABEMAニュース』で「先に攻めたのだからロシアが悪いのは明白。しかし、応戦しても勝てるはずがない。応戦するから国際社会による調停も進まない。だから一度ウクライナが降伏して国際社会による調停を進めるべき」と主張。「普通の喧嘩なら双方が熱くなっている時、周囲はまず止める。片方が正しいからそのままやらせておこうとはならない」と、通常の人間関係に例えて持論を展開した。
呂布に対して政治学者の岩田温は「一方的に侵略された側が話し合いのために降伏すべきということになると、国際秩序が成り立たなくなる」とし、呂布の主張する「停戦のための降伏」は、国際秩序を乱す結果になると説明。田端信太郎は「国際社会による調停というが、ロシアは国連が間に入ることを拒否するのではないか？」と、呂布の主張する調停が「ロシアの反対でできない」可能性を指摘した。
また、呂布の「ウクライナが降伏するのであれば、ロシアも虐殺をしたりはしないと思う」という意見に対して、岩田は「する可能性がある」と指摘。加えて「虐殺より前に、ウクライナという国家がなくなる可能性が高い。各国の歴史を見ると、国家がなくなる危機に『停戦のために一度降伏しよう』という主張を、その国の国民が受け入れるのは難しい」と説明した。これらの主張に対して、呂布は納得した。

## タレント活動

### ラップバトル企画
SKE48の冠番組であるTBS『ゼロポジ』（SKE48 ZERO POSITION）では、14回に渡ってラップバトル企画に出演。当初は5回の予定だったが、好評により出演が追加された
| 回数 | 放送回 | 放送日      | 対戦相手             |
| ---- | ------ | ----------- | -------------------- |
| 1    | #104   | 2019/07/20  | 大場美奈             |
| 2    | #105   | 2019/08/03  | 上村亜柚香           |
| 3    | #106   | 2019/08/17  | 山内鈴蘭             |
| 4    | #107   | 2023/09/07  | 浅井裕華             |
| 5    | #108   | 2023/09/021 | 水野愛理             |
| 6    | #111   | 2019/08/03  | 斉藤真木子           |
| 7    | #112   | 2019/08/03  | 北野瑠華             |
| 8    | #113   | 2019/08/03  | 杉山愛佳             |
| 9    | #114   | 2019/08/03  | 惣田紗莉渚           |
| 10   | #115   | 2019/08/03  | 白井琴望＆白井友紀乃 |
| 11   | #116   | 2019/08/03  | 大谷悠妃             |
| 12   | #123   | 2019/08/03  | 仲村和泉             |
| 13   | #124   | 2019/08/03  | 野島樺乃             |
| 14   | #126   | 2019/08/03  | 坂本真凛             |

### 対談
以下の通り多ジャンルの著名人と対談を行っている。
| 実施日 or 公開日 | 対談相手              | 媒体・主催者等                                                | テーマ・内容                                                                                            |
| ---------------- | --------------------- | ------------------------------------------------------------- | --- |
| 2023/12/01       | 若槻千夏              | 『キリン氷結 無糖』キャンペーン 「#ブームというより時代です」 | 男女の飲み方の違いは？                                                                                  |
| 2023/10/03       | 吉村洋文・大阪府知事  | 日本維新の会                                                  | 政治家×ラッパー 異色対談                                                                                |
| 2023/08/02       | 風吹ケイ              | 風吹ケイのKラジオ                                             | グラビアディガーの原点とは？                                                                            |
| 2023/07/12       | 相沢菜々子            | 現代ビジネス                                                  | 対談と「痛み消し体操」のレクチャー                                                                      |
| 2023/03/22       | 晋平太、よよよちゃん  | LIFULL                                                        | 前編「人と違うということは、面白いことだから」 後編「ヒップホップ教に入ろう。主人公マインドで生きよう」 |
| 2023/02/27       | 玉屋2060%（Wienners） | ぴあ                                                          | それぞれのフィールドで戦い続ける2組の共通項とは？                                                       |

### アンバサダー（DUNLOP REFINED公認大使）
2023年4月15日に『DUNLOP REFINED公認大使』に就任。同日に開催された『神戸コレクション2023』のステージ上でサプライズ発表がなされた。
もともと呂布は数年間に渡り、DUNLOPの「非公認大使」を自称していた。その後、呂布の活動を評価したDUNLOP REFINED広報担当者から、呂布のYouTubeライブにスパチャ（投げ銭）が届き、そのチャットで直々にオファーを受けた。
アンバサダー就任後、第1弾の企画として「己の道を踏んでゆけ。」というキャッチフレーズとともに『パンチラインPOP』のキャンペーンを展開。8種類のパンチライン（印象的なフレーズ）をシューズのPOPとして設置し、設置店舗の売上は4倍に伸びたという。
2023年10月には第2弾のキャンペーンとして、DUNLOP REFINEDが開始する新たなアパレルラインを着用した呂布のルックブックを公開。同年12月には後述する写真集として販売された。

#### 写真集『カルマ』
2023年12月、日本のラッパーで初となる写真集『カルマ』（ワン・パブリッシング）を出版。インドのオールドデリーとリシケシで5日間に渡るロケを行った。
写真集には、現地で行われた『月刊ムー』編集部の望月哲史との対談も収録。人間のカルマ（業）や死生観、インド人と日本人の価値観の違いなどについて語った。現地ではインド占星術やアーユルヴェーダ、ヨガなど様々な体験をしている。　
作中には「覚悟の袋とじ12P」と銘打たれた「待望のセミヌード」が収録されている。写真には写っていないものの、実際にはフルヌードだという。記者会見では自身の袋とじを見ながら「何なんこれ…最低ですね」と失笑し、報道陣の笑いを誘った。

## 評価

### ラッパーとしての評価

#### MCバトルでの評価
地上波のテレビ番組や新聞、経済誌や主要ネットメディア等において、以下の通り「最強ラッパー」「日本を代表するラッパー」などの表現で紹介されている。
| メディア                                             | 文言                                                 |
| ---------------------------------------------------- | ---------------------------------------------------- |
| フジテレビ                                           | 最強ラッパー呂布カルマ                               |
| スポーツ報知                                         | 最強ラッパー・呂布カルマ                             |
| Forbes JAPAN                                         | 最強ラッパーとも言われる                             |
| 東海テレビ                                           | 日本最強のラッパー・呂布カルマ                       |
| フジテレビ『めざまし8』                              | 日本を代表するラッパーとして活躍する、呂布カルマさん |
| AbemaTV『フリースタイル日本統一』                    | 現役最強ラッパー                                     |
| テレビ東京                                           | ラッパー界の"キング"呂布カルマ                       |
| ダ・ヴィンチWeb                                      | バトルで無双の強さを誇る現役最強ラッパーのひとり     |
| タウンニュース 逗子・葉山版                          | 日本有数のラッパー                                   |
| リアルサウンド                                       | 現役最強・呂布カルマ                                 |
| BOOKウォッチ『木曜日は本曜日』（東京都書店商業組合） | 日本を代表するラッパーの一人・呂布カルマさん         |
| News Crunch（ワニブックス）                          | ジャパニーズ・ヒップホップを代表するラッパーの一人   |
| UNIVERSITY of CREATIVITY（博報堂）                   | 日本を代表するラッパー・呂布カルマ氏                 |
| SPORTS BULL                                          | 現役最強バトルラッパーと称される                     |

#### 各楽曲への評価
| 楽曲                                                                                  | 評価 | メディア             | 日付       |
| ------------------------------------------------------------------------------------- | --- | -------------------- | ---------- |
| Bimi『無敵 feat.呂布カルマ』                                                          | 楽曲タイトル「無敵」をテーマに、ネット・SNS社会に蔓延る“意気がり”や邪魔なノイズを痛快に一蹴りしたリリックが特徴的な楽曲。        | CD JOURNAL           | 2025/3/26  |
| B.O.C（SAM & DJ KOO)『NARIYAMA NIGHT feat. 呂布カルマ、Ry-lax、DJ CHARI ＆ 小室哲哉』 | 呂布が手がけた懇親のリリック&圧巻のラップシーン、CAやギャルたちがSAMとDJ KOOを囲んで繰り広げるTikTok風のダンスなど見どころ満載。 | ORICON MUSIC         | 2024/8/30  |
| B.O.C（SAM & DJ KOO)『NARIYAMA NIGHT feat. 呂布カルマ、Ry-lax、DJ CHARI ＆ 小室哲哉』 | 新たなリミックスは、年末年始のクラブイベントやパーティーシーンを最高潮に盛り上げる必須トラックになること間違いなし               | 日刊エンタメクリップ | 2024/12/18 |
| 『δ』 prod.by 荘子it,MONJOE                                                           | 変化に挑むリスナーを鼓舞する楽曲                                                                                                 | 建設通信新聞         | 2024/10/21 |

#### 活動全体への評価
『日経MJ』がラッパーの活躍の場の広がりを特集した際には「R―指定さんや呂布カルマさんなどスター性のあるラッパーはメディアでも活躍するようになった」と評価された。また、湯山玲子は呂布について「より時代的な話をすると、弱い男のラップというか。（中略）ダンディズムもあると思います。日本においても独特のラップだなと思ってます」と評価している。
『戦極MC BATTLE』などで複数の優勝経験を持つラッパー・SKRYUは『週刊女性』によるインタビューの中で「将来はR-指定、呂布カルマのようなテレビスターを目指したい」という旨の目標を語っている。

### タレントとしての評価
アンダーグラウンドの世界からメジャーになった点や、個性的な風貌などの共通点から「第二のマツコ・デラックスになる可能性がある」と評価する業界人の声を、芸能ジャーナリストの大沢野八千代が紹介している。また、2022年5月にディベートでひろゆきに勝利した際、芸能・テレビウォッチャーの寺西ジャジューカは「メディア業界において呂布のタレント適性は次第にバレ始めてきている」と、翌年のブレイクを予測した評価をしている。

#### 2023年のブレイク
芸能記者の木村之男は『日刊サイゾー』のコラム内で呂布を「2023年上半期ブレイク候補No.1」として呂布を高く評価。実際にアンダーグラウンドのラッパーとしては異例のブレイクを果たし、ニホンモニターによる「2023ブレイクタレント」のランキングでは8位に入った（番組出演本数156本・前年からの増加本数136本）。
一方で、2023年上半期『ブレイクが納得できないタレントランキング』では、あの・神田愛花に次ぐ3位に選ばれた。この一年の呂布は多忙を極め「どれも印象深いのに多過ぎて逆に何も思い出せない」「振り返っているヒマもないほどお仕事をいただいています。ありがとうございます」と、関係者に感謝しつつ振り返っている。

#### 社会人感覚への評価
33歳まで塾の教室長や営業職を務めた経歴に加え、9歳と3歳の子供がいる父親であることから、真っ当な社会人感覚を有している点も評価される。テレビ関係者の間では「コワモテながら中身は常識人」「物腰穏やかで礼儀正しい」という評価が見られる。YouTubeチャンネル『社長、ちょっとイイですか？』の企画では、現役営業マンらとともに採用面接や営業のロールプレイングを行い、呂布の「社会人モード」が出演メンバーに「新たな一面を見られた」と評価された。
これまでにACのテレビCMを始め、愛知県や名古屋市、岐阜県大垣市、OSG（大阪市と8つのプロスポーツチーム）とのタイアップなど、公共性の高い仕事を多くこなしている。また、吉村洋文・大阪府知事やコピーライターの田中直基（電通）との対談、博報堂（UNIVERSITY of CREATIVITY）の研究開発への協力など、政治家やビジネスマンとの接点も多い。

## SNS上での発言
FLASHが「毎日のようにXで問題発言を繰り返している」と紹介するなど、過激な発言で度々炎上している。しかし、呂布自身は炎上した自覚はなく、謝罪や意見の修正もせず全ての投稿をそのまま残している。
発言を控えない理由について呂布は「極端に差別的だったり、人の尊厳を貶めるような、本当に人を傷つけるようなことは考えてもいないし、傷つけたいとも思っていない。だから『この発言は怒られるから我慢しよう』という発想にもならない」と述べている。

必ずしも呂布が批判されるケースばかりでなく、賛同を集めることもある。また、賛否のいずれかに偏ることがなく単純に議論が巻き起こるケースや、呂布の意見にメディアが注目するのみのケースもある。

### 2024年

#### 容姿いじりに対する主張
11月、フジテレビ新人である上垣皓太朗アナウンサーの容姿を先輩アナウンサーらがイジった動画の炎上について「容姿弄り全然あり。みんな同じカッコで同じ顔になればいいのか？」と疑問を投げかけた。「弄り方の良し悪しはある。弄り自体が悪いわけではない。LGBTQも同じ」と指摘した。

#### 麻薬特例法による逮捕を疑問視する発言
10月、ラッパーのJNKMN（ジャンメン）が麻薬特例法違反（薬物犯罪唆し）の疑いで逮捕された際には、報道記事を引用する形で「他にもあるのかも知れないけど、少なくともこの文面が大麻所持を唆すことになるなんて、警察の読解力てXにいる馬鹿と同レベルなんだな」と、警察の対応を疑問視する文面を投稿した。呂布のこの発言に対しては多くの批判が上がった。
呂布は続けて「こんなんどこまで遡って逮捕出来るんだろう？（後略）」と投稿。この疑問について『女性自身』の取材に答えた全国紙社会部の記者は「言葉だけで逮捕されるなら、今後音楽や映像での薬物関連の表現が困難になる」という呂布が危惧するリスクを解説した。
一方で、記者は同法が「実際に使用している疑いが強い人物の、逮捕状を取るための口実」という実態を紹介。呂布が危惧するリスクが低いことを指摘した。
呂布は後日開催されたチーム戦のラップバトル『MC BATTLE MATSURI－大抗争045－』で「ジャンメン捕まっちゃったよ　なんでやねん　信じられねぇ　マリフアナやれ　これで俺を捕まえられるなら捕まえてみろや」とラップしている。会場は盛り上がり、呂布のチームは優勝し、フォロワーからの支持も相次いだ。一方で「自分の娘にも大麻を勧めるのか」という疑問の声や、「これで呂布が捕まらないなら、吸っていないのに吸えと煽っている」という矛盾を指摘する声も上がっている。
一連の騒動に対して、大麻合法化を訴える元女優の高樹沙耶は「批判してる人ラップに何求めてるわけ」と、呂布への批判に疑問を呈している。

#### 恋山形駅（ピンクの駅）への発言
9月22日「何だこの駅...気持ちわりぃ...」と発言し炎上。平井伸治・鳥取県知事ら関係者からは友好的に対応し、すぐにキャンペーンを展開。メディアは騒動が駅の知名度向上につながったことを指摘した。この騒動には、ひろゆき・猪狩ともか（仮面女子）・アイドルグループ・田中舞（キャスター）・Kolokol（コロコル）の佳凪きのなどの著名人が言及している。
詳細は「恋山形駅#2024年のSNSにおける賛否とキャンペーン」を参照。

### トー横キッズ支援施設わいせつ事件について
2024年9月11日、トー横キッズ支援施設で発生したわいせつ事件について持論を投稿。この施設ではトー横に集まる子どもや若者を「お菓子やカップ麺などを自由に食べられる」「スマホの充電器やWi-Fiを無料で使える」などの好待遇で支援していた。この支援は困窮する若者が助かる一方で、支援を悪用する者が現れるリスクも以前から指摘されていた。呂布はこの施設に対して「居心地良くしてどーすんの。むしろ追い払えよ」と主張した。
呂布はこの事件の約1年前、東京都が主催するトー横問題の啓発イベント『きみまも＠歌舞伎町』に、ゆうちゃみ・大空幸星・天野将典らとともに出演している。また、2024年4月にはトー横を舞台にした小説『愛しみに溺レル』を出版した作家の橋爪駿輝と、トー横問題に関する対談を行っている。
詳細は「トー横問題」の章を参照。

### 石丸伸二の都知事選後のメディア応対に関する発言
2024年7月、東京都知事選後の石丸伸二とメディア出演者らのやり取りに関して「俺は好きだけど、石丸さんあの態度で政治やろうとしてんの不思議だな」発言。特に「馬鹿のためには働けないんじゃないかな」という呂布の指摘に対してSNS上で賛同の声が多く見られた。賛同意見では「まさにこれ」「Xの様々な石丸評の中でも群を抜いて納得できる疑問と仮説」などの評価が見られた。

#### 画像誤投稿アイドルへの処分について
7月28日、アイドルグループ『KATACOTO*BANK』のメンバー・東条百々花が彼氏と見られる男性との寝る前のツーショット画像をご投稿し、問題となった。この問題で事務所から東条に課された「彼氏と一定の距離を置く」「今後1年間毎晩寝る際は必ず“1人でおやすみ写真”を投稿する」という義務に対して、呂布はそこまでしてやる価値ある仕事なのかな…」と、処分に対する驚きのコメントをXに投稿。フォロワーからは呂布に賛同する意見と、東条やアイドルに同情する声が寄せられた。

#### 小児性愛者のネット交流に対する主張
1月16日、13歳未満の女児に睡眠導入剤を飲ませ、性的暴行を行った容疑で5人の男が逮捕された事件により「小児性愛者が集まるSNS」の存在がメディアで報道された。このSNSに対して呂布は「オフ会で一箇所に集めてガス流し込めよ」と発言。「そんなコミュニティは破壊した方が良い」「一網打尽にしてほしい」など、共感の声が集まった。
一方で「内心の自由は保障されるべき」「ナチス支持者の多くが"善良な市民"だったことがよくわかる意見」などの批判の声も上がった。「内心の自由」について、呂布は「弾圧されて然るべき。恥じろよお前ら」と、小児に対する性欲自体が批判されるべき内心であると指摘。「ガス流し込め」の発言については「何もしていない小児性愛者に危害を加えるわけではない」としつつ「子供を持つ親からしたら『絶対刺さないから』とナイフを持ち歩いているのと同じ」と主張。小児性愛を公言する集団が、子を持つ親世代から危険視されるのは当然とし「公表しないこと」を求めた。

#### 能登半島地震における火事場泥棒に対する主張
1月1日の能登半島地震の際には「火事場泥棒は殺してもいい」発言。「殺してもいいわけがない」「私的制裁は法治国家では認められない」などの批判を受けた。
HIPOP界の重鎮である高木完は「残念だ。本気の発言ですか？映画　福田村事件は見ましたか？」と関東大震災直後の虐殺事件になぞらえて反応。呂布は「観てません。本気でそう思っています」と返答し、別の投稿で「何十年も前の当たり前を今の感覚で批判して何になるんだ」と発言した

### 2023年

#### 熊本県立高校のぞき事件への発言
2023年6月に発生した、熊本県内の県立高校における修学旅行中に起きた、男子生徒らによるのぞき・盗撮の事件に対して「のぞこうと思えばのぞける様な露天風呂を選んだ学校が悪い。男子生徒はのぞけるならばのぞく。当たり前だろ」と発言し炎上。呂布をCMに起用していたACに対しても批判が集まった（ACはこの騒動を特別問題視しなかった）。。
騒動は一旦鎮静したが、性をテーマとするNHK番組『松本人志と世界LOVEジャーナル』への呂布の出演が10月に決定したことで再炎上。松本人志の過去の性に関する発言と合わせ、両者を起用したNHKを批判する声もあがった。
批判に対して呂布は「実際こーゆー堅苦しい奴らのせいで中々性について話しにくい世の中の空気を変えていきましょうって内容なので」と反論。テレビプロデューサーの鎮目博道は放送中止を求める声に対して「内容を見ず放送中止を求めるメディア関係者が心配」と、少なくともメディア関係者はオンエアを見てから善悪を判断すべき、という立場を示した。
翌2024年3月に経済学者の成田悠輔が「集団自決発言」で炎上した際には、成田が降板に至った『キリン氷結無糖』の広告で過去に呂布が起用されていたことで、再度飛び火した

### 2022年以前

#### DJ松永「スーパーフリー発言」への擁護
2022年11月にCreepy NutsのDJ松永が「早稲田祭2022」でスーパーフリーを揶揄する発言で炎上した際、SNS上で松永を擁護し炎上した。この炎上に対して呂布は「（前略）そんな事が気になっちゃう奴らにhip-hop楽しめるのかね」とコメント。「何でもHIPHOPだからで済ませるのは違う」という指摘には「何でも言っていいとは言っていない。しかし、この程度はHIPHOPでなくとも冗談の範疇」という胸を主張した。。この他、松永への批判に対して「スーパーフリーの是非と、スーパーフリーをネタとして扱う事の是非を混同している」と発言。「スーパフリーの被害が言うならわかるが、騒いでいるのはそれ以外」「他人を攻撃するときはやたらイキイキしてる奴はただの嘘つき」などの持論も展開した。

#### 「ラッパーはコロナにかからない」発言
2021年8月、自身のYouTubeチャンネルでコロナ感染を報告。「感染しないと思ってたんですけどね、俺はラッパーだから。でも全然しましたね」という発言が炎上した。2年後の23年4月に出演したTBS『ドーナツトーク』で発言の真意を語っている。呂布は普段、多少体調が悪くてもステージに上がると回復するが、コロナ禍でライブがなくなりその機会が減っていた。発言の真意は「ラッパーだからラップさえすれば病気を寄せつけないほど心身が充実する」という旨だったと語る。

#### 大阪北部地震における発言
2018年6月18日の大阪北部地震の際「不謹慎かもだけど地震も込みで大阪楽しかったっす」とツイートし炎上した。不謹慎という批判に対しては「山で遭難して死んだ人がいたら、登山を楽しむのは不謹慎なのか」と反論。「多くの人の目につく」という批判に対しては「君含む一部の馬鹿が反応してるだけだと思うよ」と反論した。この事件で東日本大震災の際に炎上したX JAPANのYOSHIKIの発言を連想し、両者を比較したメディアもあった。

### 著名人とのバトル
格闘家の平本蓮とSNSでバトルを繰り広げたことがある。2022年3月、平本がメインイベンターを務める『RIZIN LANDMARK vol.2』に登場し、平本の善戦を期待するコメントをした。
2024年6月には、ボクシングの元日本スーパーライト級王者の細川バレンタインとXでのバトルを展開。元WBA世界ライトフライ級スーパー王者の京口紘人が「なんか難しい攻防でついていけない笑とりあえずバレンさんがチンパンジーってことがわかった」と反応するなど、シリアスなバトルではなかった。

## メディア出演

### バラエティ

#### レギュラー出演・継続出演
| 番組名                          | テレビ局             | 出演開始時期                              | 備考                                                       |
| ------------------------------- | -------------------- | ----------------------------------------- | ---------------------------------------------------------- |
| ＃タグづけ                      | テレビ東京・BSテレ東 | 2024/11/18～                              | 千原ジュニアに次ぐメインMCとして出演。                     |
| フリースタイルダンジョン        | テレビ朝日           | ①2017年8月8日〜、②2019年9月4〜            | ①は2代目モンスター、②は3代目モンスターとして               |
| ワイドナショー                  | フジテレビ           | 2022年7月24日〜                           | 不定期出演                                                 |
| 歩道・車道バラエティ 道との遭遇 | CBCテレビ            | 2022年10月4日〜                           | 「名古屋の夜の道で、呂布カルマにハマりたい」のコーナー担当 |
| ゴゴスマ -GO GO!Smile!-         | CBCテレビ            | 2022年10月25日〜                          | コメンテーター（不定期出演）                               |
| 正解の無いクイズ                | テレビ東京           | 2022年10月31日・11月7日、2023年4月3日〜   | レギュラー                                                 |
| 呂布カルマとメイドたち          | メ～テレ             | 2022年11月5日・12日・19日、12月17日・24日 | 連続企画で期間限定の店舗の出店をプロデュース               |
| 片っ端から喫茶店                | テレビ大阪           | 2023/01/13〜                              | 計34回出演                                                 |

#### 単発出演
※番組内での呂布の発言がメディアに取り上げられた、一定の特記性をもつ出演に限定。
| 放送日     | テレビ局       | 番組名                                                               |
| ---------- | -------------- | -------------------------------------------------------------------- |
| 2024/11/09 | 中京テレビ     | オレの一行                                                           |
| 2024/10/30 | テレビ朝日     | くりぃむナンタラ                                                     |
| 2024/10/18 | テレビ朝日系   | 探偵！ナイトスクープ                                                 |
| 2024/08/31 | ABCテレビ      | これ余談なんですけど…                                                |
| 2024/04/13 | テレビ東京     | 伊集院光＆佐久間宣行の勝手にテレ東批評                               |
| 2023/04/24 | TBS            | ドーナツトーク                                                       |
| 2023/03/14 | Netflix        | 名アシスト有吉                                                       |
| 2023/03/01 | テレビ東京系   | あちこちオードリー                                                   |
| 2023/01/26 | トークィーンズ | フジテレビ                                                           |
| 2023/01/10 | フジテレビ     | リモート繋いだら、偉人のプレゼンいきなり始まった。 第1回・織田信長役 |
| 2023/01/03 | CBCテレビ      | 新春スペシャル さまぁ～ず&ジュニアのコレって変じゃね!?               |
| 2022/12/23 | テレビ東京     | やりすぎ都市伝説・スペシャル2022冬                                   |
| 2022/08/15 | ABCテレビ      | 相席食堂                                                             |
| 2022/08/14 | フジテレビ     | 〇〇によると                                                         |

### FMラジオ・ウェブラジオ
- FLYING BED（2019年4月7日 - ZIP-FM）メインパーソナリティ（歴代ゲストはリンク先を参照）

#### 学者メシ（ウェブラジオ）
- 紗倉まなとのダブルパーソナリティで放送[441][442][443]。

### インターネット・テレビ
- NEWS RAP JAPAN（AbemaTV） - 2016年12月25日からレギュラー出演（ラポーター（Rap-orter））
- 界隈騒然!?ヨモヤマニュースSHOW!（2023年3月30日、ABEMA）[444]
- ABEMA Prime（2022年4月18日、5月16日 - 、ABEMA）月曜MC→コメンテーター

### テレビドラマ
- レッドアイズ 監視捜査班 第3話（2021年2月6日、日本テレビ） - 湊川茂夫 役[445]
- MR. FLUSH（2023年5月26日 - 6月30日、TOKYO MX） - 沼尻豪 役[446]

### 映画
- 宇宙人の画家（2022年7月2日公開、ブライトホース・フィルム）[447]
- 青春墓場（2023年7月8日公開、イハフィルムズ） [448]

### ドキュメンタリー
- NHK名古屋100周年記念『放送100年　名古屋まちものがたり』（2025年7月18日・NHK名古屋）[449][注 30]
- カルマの木（2023年11月25日・テレビ東京）[51]

### 書籍
- ブレん人（2023年6月12日、コスミック出版）
- カルマ - 呂布カルマ写真集（2023年12月25日、ワン・パブリッシング）

#### 書籍（対談収録など)
- KEN THE 390、高木"JET"晋一郎 『ジャパニーズMCバトル：PAST＜FUTURE』（小学館／2024年12月19日）※連載の書籍化にあたり、KEN THE 390との特別対談が収録された[450]
- 吉田豪『帰ってきた人間コク宝』コアマガジン社、2018年4月28日（呂布へのインタビュー収録）

### 雑誌連載・漫画連載
- 週刊プレイボーイ・連載コラム『呂布カルマのフリースタイル人生論』[451]
- 俺と世界（2017年6月 - 11月、ポータルサイト「gooいまトピ」） - 全10回[275]

### CM
- ACジャパン2022年度全国キャンペーン広告「寛容ラップ」（2022年7月1日 - 2023年6月30日）[452][453]

- マース ジャパン リミテッド「スニッカーズ モバイト」- WebCM[454]
- カラムーチョ 2024[455]
- ヤンマー 超小旋回機シリーズ『デルタ（δ』イメージソング＆ミュージックビデオ[456]
- ヤンマー『δ』×TVアニメ『未ル わたしのみらい』コラボMV
- JR東海・ラジオCM『リアルで会いに行く』[457]
- 明星食品 WEB MOVIE「チャルメラップバトル」 [458]
- プロミス ミュージックビデオ『Promise』（#KTちゃんと共演）[459]
- 競艇 蒲郡ボート・テーマソング『GAMAGAMA GOGO！』[460]
- バルクオム WebCM「カルマ VS 呂布カルマ」[461]
- グラファイトデザイン『Gシリーズ』『RAUNE』[注 31]WebCM - CM出演とCMソングの作詞・作曲[462]
- TENGA EGG ハードゲルシリーズ - コラボソング[463]
- マルハン北日本カンパニー WebCM「マルハン遊び方フリースタイル」[464]
- ゲーム『アース：リバイバル』WebCMソング『Earth:Revival』（2023年4月20日）[465]
- フジイ工業 CMソング＆PV出演（2024/04/16） 動画
- アパレルブランド『CHAIN SMOKE』PV出演（2025/01/13) 動画 [注 32]

### 声優・ナレーション
- 映画『孤狼の血 LEVEL2』吹き替え（名古屋弁での予告編制作を担当）[290]
- アニメ『めざせ社長！イトちゃんのやぼう』バブ山役[466]
- ドキュメンタリー『幸せの証明～乾杯！障害者野球のキャプテン～』ナレーション[467]

## タイアップ

### 行政・地方自治体
- 愛知県県民安全課「ドライバーマナー向上推進キャンペーン」 [468]
- 名古屋市広報課『名古屋城国際交流プロジェクト』4コマ漫画（呂布が主人公で出演）[469]
- 名古屋市広報課『STOP！SNSの闇バイト』4コマ漫画（同上）[470]
- 名古屋市広報課『金鯱水キャンペーン』4コマ漫画（同上）[471]
- 岐阜県大垣市「カモン大垣 feat.呂布カルマ」[472]
- オオサカスポーツグルーヴ『OSG学園』特別出演（OSG＝大阪市・セレッソ大阪、オリックス・バファローズ等）※エイプリルフール企画でラップを担当[473][注 33]

### 企業キャンペーン
- キリンビール『氷結®無糖』キャンペーン「#ブームというより時代です」[注 34][474]
- DUNLOP REFINED（住友ゴム工業）コラボ企画第3弾『#呂布カルマと旅に来た』2024年10月7日〜13日[475]。
- 求人サイト『バニラ』オールナイトクラブイベント『VANILLA＄NIGHT』スペシャルゲスト[476]
- DUNLOP REFINED・Instagramキャンペーン「#呂布カルマと旅に来た」2024年10月7日～11月18日[477]

### アニメ主題歌
- Lucky Boy, Lucky Girl（アニメ『なならき～Seven Lucky Gods～』）[478]

### コラボラップ
- 東映『僕が愛したすべての君へ/君を愛したひとりの僕へ』[285]
- Netflix「PLUTO」特別映像[288]
- 角川コミックス・エース「ケンランバンカラ」PV [479]
- 映画「SISU/シス 不死身の男」解説動画・ラップ[286]
- 週刊少年マガジン「彼女、お借りします」- TVCM・WebCM[480]
- 音楽プロジェクト『サムライブクインダム』スペシャルテーマ曲『乱世 the Survivor』（声優・堀川りょうらと共演）[481]
- デッドプール＆ウルヴァリン・公開記念フェス（ラップでPR）[287][注 35]
- 『終末のワルキューレ』憑依MCバトル：呂布奉先役[482]

### アンバサダー
- DUNLOP REFINED 公認大使（2023年〜）
- ♯いなプーフォトフェス 2024[483]

### その他
- 『関西コレクション2025/A/W』出演＆[注 36][484]
- 『関西コレクション2025/S』出演＆オリジナルラップ披露[注 37][485]
- ファッションショー『神戸コレクション』DUNLOP REFINED公認大使として出演[486]
- 『はたらくWell-being AWARDS by PERSOL』審査員[487][注 38]
- LINEスタンプ『呂布カルマ　アニメーションスタンプ』（配信：イザナギゲームズ／アートワーク担当：にゃん谷口（谷口崇））[488]
- 『RIZIN LANDMARK vol.2』平本蓮の試合でコメント出演（2022年3月6日）[415]。